# Вовкове (Ужгородський район)

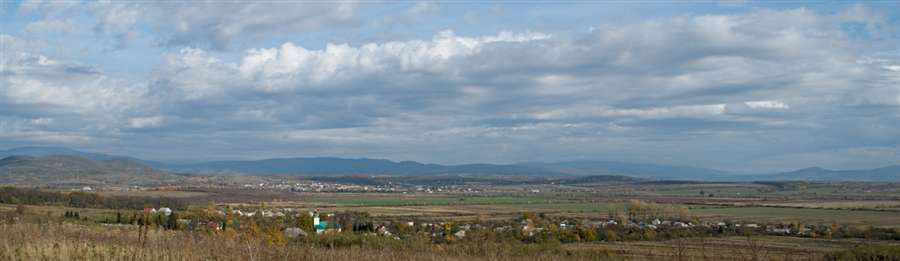
с.Вовкове́ (Вовковóї), (фото -панорама), 2017 р.

Вовкове́ — село в Ужгородському районі Закарпатської області України. Розташоване на відстані 20 км на південний схід від міста Ужгород, за 1,5 км від автомобільної дороги міжнародного значення М06-E50. Входить до складу Середнянської селищної громади.

## Історія та походження назви
Сучасна (офіційна) назва села—Вовкове́- використовується з 1946 року. Історична назва села є— Вōвково́ї, яку місцеві, корінні жителі використовують і зараз у живій, розмовній мові.
Відомі назви, які зустрічаються у письмових і інших джерелах: Valkaja, Walkaya, Valchoya, Veka, Vovkovija, Vovkoviji, Vlkovyje, Wolkowá, Волковоя, Volkoviji, Волковой, Вōвково́ї, Ungordas (Унгордаш, угор. Ungordas).
У джерелах XIV—XIX ст. село відоме під назвою-Valkaja (Волкойо). Це змадяризована назва, що походить від слов'янського слова «вовк» (Vъlkъ, Волкъ). Село, як і усе Закарпаття, з X-го століття входило до складу Угорського королівства.
- Перша письмова згадка про село на початку XIV-го століття— у 1314 році. Село належало шляхетському роду невідомого походження, який називався Кішшураньї (Kissurányinak) від свого маєтку в комітаті Берег. Пізніше у якості обміну воно потрапило у власність ішпана Шандора Тороняї (Toronyai Sándor ispán), чиї нащадки-родина Часловці (Császlóciak), володіли селом відтоді і до свого вимирання (у 1444р.).[1] -Також є письмова згадка про село, датована цим же 1314 роком, де повідомляється про судові тяжби між дворянами щодо маєтку Valkaja (Volkouya).[2]
- У 1363 році у паперовому джерелі (грамота) згадується село (його мешканці)[3]:

1363. június 3. «…Lack fiainak: Miklós és Pál mestereknek, ungmegyei ispánoknak alispánja: nagymihályi [de Nogmichal] Lőrinc fia: György mester és a négy szolgabíró bizonyítják, hogy császlóci [de Chaslouch] László fia: János mester officialisa: Tamás ura nevében tiltakozott az ellen, hogy gerényi [de Keren] Drugeth Miklós fia: János mester fogságba vetette urának három valkajai [de Valchoya] jobbágyát: Kozmát, Pált és Jákót [Jacou], akik közül Kozmát lefejeztette, a másik kettőt pedig fogva tartja». … (Papíron, öt zárópecsét darabjaival.)
((«Сини Лака: Міклош і Пал підмайстри, ішпани з Унг-медьє (округу Унг): син Льоурінца з nagymihályi [de Nogmichal]: майстер György та чотири кріпаки доводять, що син Ласла із Császlóc [de Chaslouch]: János майстер officialisa: від імені свого пана Тамаша протестував проти того, що син Міклоша Другета з Ґереньї [де Керен]: майстер Янош ув'язнив трьох кріпаків з Valkaja (valkajai [de Valchoya]): Козьму, Пала та Якоба [Якоув], з яких обезголовив Козьму, а двох інших затримав. …» (На папері, з шматками п'яти печаток")).
- Також, у 1381 році село Valkaja згадується у письмовій грамоті-повідомленні королю Лайошу І (I. Lajos király) про виконання його наказів щодо встановлення меж дворянських земель (маєтків) між селами Helmec (Хомці) і Valkája (Волкойо), між якими встановлювалася межа (кордон) по Szlatina patak (Слатіна поток- теперішня назва-річка Солотвинка). Також у цій письмовій грамоті згадується річка Веля (Vylie patak), та село Дубрівка (Dobróka(?) [Dobraua]).[4] 1381. január 25. «…hogy Helmec és Valkája között a Szlatina patak a határ, és Valkája birtok harmada is a helmeci nemesek tulajdona»… … «…між Хелмеком і Валкая кордоном є потік Слатина, а третина маєтку Валкая належить дворянам з Хелмец…»
- Поблизу села знаходився виноградник у власності Мігаля Часловці (із Часловців). Письмова згадка про цей виноградник у 1421 році).[5] 1421. Máj. 25. (лат.) "…pluribus metis cursualibus erectis veniret ad finem cuiusdam vinee prefati Michaelis de Chazloch in territorio pretacte possessionis Valkaya existentis "… …"після того, як поставив кілька цілей, він дійшов до кінця виноградника вищезгаданого Міхаеля де Часлоуц, на території, яка раніше належала Валкая" …

У XV столітті село було власністю дворянських родів Часловці (Császlóci) та Каллаі (Kállai, Kállay). У 1398 році населення села було 23 кріпостних селян, а у 1427 році родина Часловці мала тут 19 порт (селянських наділів). Був такожі будинок шолтеса (шолтеси— люди, які займалися заселенням сіл). В урочищі Гурка, на правому березі річки В'єла (Веля) у 1380-х роках був монастир монахів католицького ордену Святого Павла.
Пізніше, у XVI столітті, власниками села стають могутні володарі Середнянського замку— родина Добо, які приєднують село до своєї домінії. Середнянська домінія Добо включала окрім Середнього (в тому числі і село Valkaja) ще такі населені пункти: Руські Комаровці, Ляховці, Худльово, Дубровка, Бачава, Ірлява, Киблярі, Лінці й Андріївка (Андрашовці). У 1599 році селяни Valkaja (Волкойо) були оподатковані від 13 порт (цілих наділів).
Джерела XIV-го ст.-другої половини XVII-го ст. вважають село Valkaja руським (русинським) селом.
У XVII столітті володарями села стають Другети і їх нащадки. Це був несприятливий період для його розвитку. Проте, найважчими виявилися перші десятиліття XVIII століття, у період Національно-визвольної війни угорського народу проти австрійської монархії (1703—1711 р.р.) під керівництвом Ференца ІІ Ракоці. На його боці брали активну участь місцеве населення — русини, які зокрема, становили основу лейб-гвардії князя. У своїх мемуарах «Записки про війну в Угорщині з 1703 року до її закінчення» князь Ференц II Ракоці з великою вдячністю і теплотою згадував русинів-куруців як «найвірніший народ» (лат. Gens fidelissima), які тисячами вступаючи до його загонів «за руським звичаєм хрестилися». Він писав: «Протягом кількох днів до мене прийшло три тисячі русинів. Цей бідно озброєний народ, напівголий, залишив свої хати і родини. Вони такі бідні, що лише власну душу могли вважати власністю своєю. Відданість цих людей була безмежною, вони вливалися до лав моєї армії і більше не відставали від мене. Через нестачу рушниць вони озброювалися мечами, вилами і заявляли, що хочуть жити або вмерти разом зі мною».
Внаслідок цієї війни та подальшого карального терору з боку австрійської армії проти місцевого русинського населення десятки сіл на Ужанщині стали майже безлюдними. Така доля спіткала і село Valkaja (Волкойо)— у 1715 році його мешканці були оподатковані лише від 8 селянських дворів, а у 1717 році там не зафіксовано жодного жителя.
В околицях села знайдено монети, карбовані у 1705 році (на фото) у період угорської національно-визвольної війни під керівництвом Ференца II Ракоці.

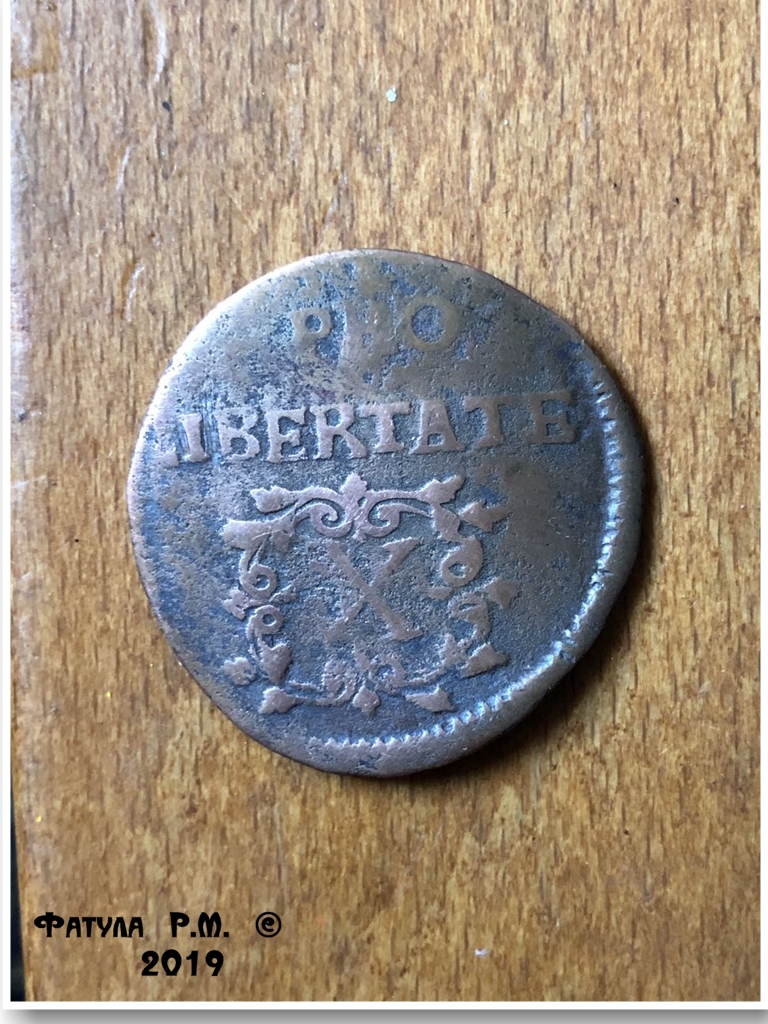
Монета (10 Poltura) PRO LIBERTATE, карбування 1705 року періоду угорської національно-визвольної війни (1703—1711) під керівництвом Ференца II Ракоці.

Після вищезгаданих трагічних років заселення села відбувалося досить повільно. Ще й у 1751 році село було малолюдне- тут проживало всього 4 родини, про які відомо, що усі вони були вихідцями із села Туриця, що на Перечинщині. На той час вони ходили відправляти службу Божу у церкву сусіднього села Ляхівці.
У другій половині XVIII століття, за часів австрійської імператриці Марії Терезії, кількість жителів села досить різко зростає за рахунок нових переселенців. До цього долучилися також і нові вельможі-дворяни села, зокрема із родини Гілані (Ghillа́ny).
З 1753 року по 1760 рік священником у селі був о. Константин Тезаровські. А перед ним, із 1690 року— по???? р.-тобто якраз у той тяжкий, смутний період наприкінці XVII століття— початку XVIII століття ст.— священником у сільській церкві був о. Іштван Кріспаї.
Отже, ймовірно, із цього періоду, тобто друга половина 18 століття,(а саме десь після 1751—1753 р.р. і у подальшому) відбувалося і досить суттєве зростання чисельності жителів (у тому числі прихожан-вірників) у селі, а також, ймовірно, і відновлення (чи відбудова) своєї дерев'яної церкви, у якій для селян вже вів богослужіння священник. Ця дерев'яна церква простояла і використовувалася аж до будівництва у селі нової кам'яної мурованої церкви (період будівництва: 1812—1847 р.р.).

На австрійській топографічній карті XVIII століття (карта складена у 1782—1787р.р.) можна побачити на місці, де знаходиться село, його тогочасну назву, а саме—Veka. Ймовірно, можна припустити, що австрійський картограф, який у другій половині XVIIIст. складав дану карту, мав на увазі якесь скорочене (або зменшене) написання назви Valkaja— тобто— Veka. Також, видно напис назви «Vela»— річки, що проходить поряд (правіше населеного пункту «Veka». (Тобто — це є річка В'єла (Веля). У правій частині цієї карти наявний перелік нанесених на ній населених пунктів, де внизу списку є також вказана і назва населеного пункту (села)—Veka. 

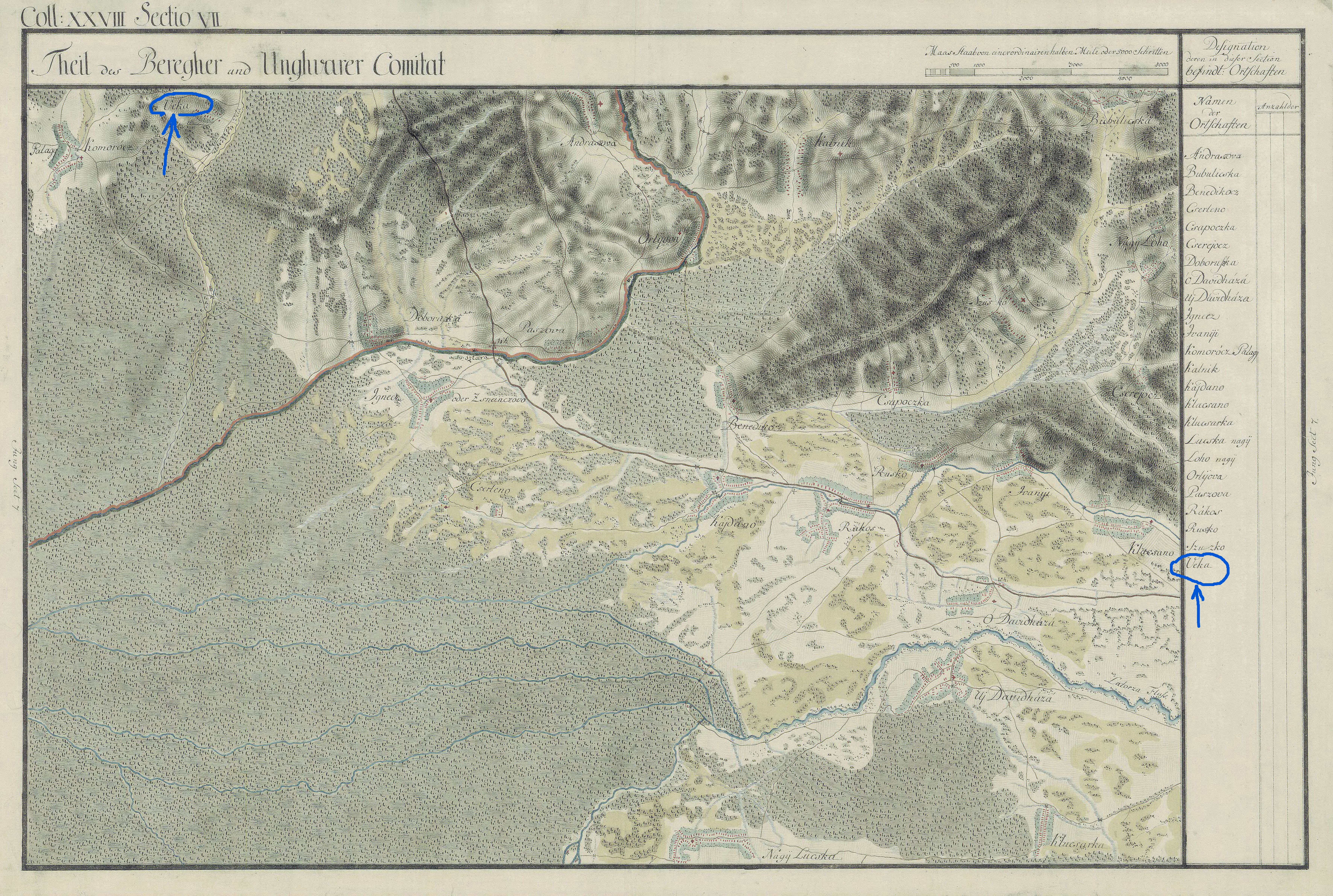
Австрійська-карта XVIII ст. (1782—1787 р.р.), де вказана тогочасна назва cела — Veka

Також, на даній карті, на місці де позначена назва населеного пунктуь (села)— Veka, можна побачити близько 16 позначок (ймовірно житлових будинків), а також позначення церкви (у вигляді хрестика).
Очевидно, що у той період (друга половина XVIII століття)— там, де на карті наявна позначка церкви (у вигляді хрестика), знаходилася будівля старої дерев'яної церкви, яка за переказами стояла трохи нижче теперішньої кам'яної мурованої церкви, будівництво якої розпочато у 1812 році (освячення каменю), а закінчено— у 1847 році, та тоді же новозбудований храм було освячено.
На одній із топографічних карт часів Імперії Ґабсбургів (XIX століття) назва села позначена як Wolkowá (Волкова).

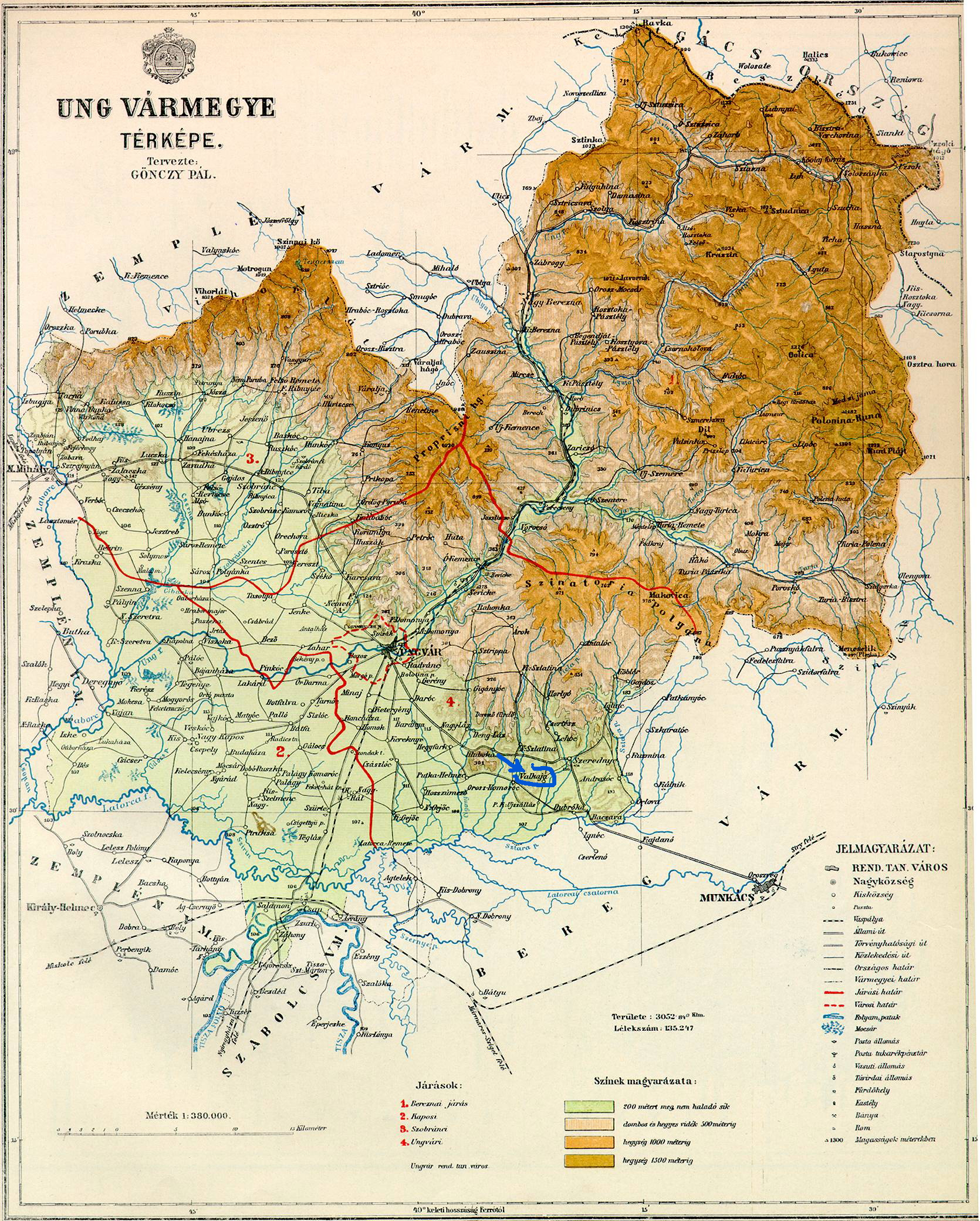
село Valkaja (Волкойо) на австро-угорській карті Ужгородського округу (Ung vármegye) ХIX століття

У XIX столітті вживаною була назва—Valkaja (Волкойо). Зокрема вона позначена на австро-угорській топографічній карті Ужгородського повіту (округу) (угор.: Ung Vármegye).
Назву Valkaja (Волкойо) використав у своїй праці угорський вчений Елек Фийнеш «Географічний словник Угорщини» (1851 рік видання)/Fényes Elek, Magyarorság Geographiai Szótára, Pesten 1851).,
Назва села Valkaja (Волкойо) є на карті державної дороги Унгвар (Ужгород)-Мункач(Мукачево) 1851 року; на карті камерального маєтку Унгвара (Ужгорода) за 1801 рік; та на карті округу Унгвар, яку склав Янош Лібенберг, інженер округу Ференц Планкер у 1792 році (видана 1800 р.)
- У 1898 році в Угорщині був прийнятий закон, згідно з яким усі не угорського звучання назви населених пунктів у всьому Угорському королівстві необхідно було змадяризувати. І там, де легко було перекласти назву, члени комісії перекладали, а там, де це зробити було важко,— назву змінювали. Вже із 1904 року назва села Valkaja (Волкойо) була змінена на нову угорську назву— Ungordas (Унгордаш), де префікс «Ung»-означав належність до округу Унг[16],[17]. Ця, змінена, назва села (Ungordas)-використовувалася з 1904р., як офіційна, до часу входження краю у склад Чехословацької Республіки у 1919-20 р.р.

На австро-угорських топографічній картах початку XX століття (1906, 1914,1915р.р.), назва села вказана як - Ungordas (Унгордаш). На карті нанесені також місця, де були: водяний млин, винокурний завод, позначено висоту найвищої точки (пагорбу) біля села—192 метрів н.р.м. (Його і в наш час місцеві жителі називають-«Вōвково́йський берег»). Також, на цих картах нанесено русло річки В'єла (Веля) Viela, яке в ті часи за Середнім повертало убік вправо і проходило впритула біля села Ungordas (Унгордаш).
У період перебування Підкарпатської Русі у складі Чехословацької Республіки (1919—1939) село називалося «Vlkovyje», «ВовковыІ», (Влковіє, Вōвково́ї), про що свідчить напис на залізничному станційному знаці у тому місці, де у селі зупинявся вузькоколійний поїзд «Ужгород-Анталовці», який функціонував у той час.(див.: на фото).
На діючому дзвоні у сільській церкві, який був відлитий у 1924 році в пам'ять про Першу Світову війну на кошти мешканців, викарбувано назву села— Волковой.

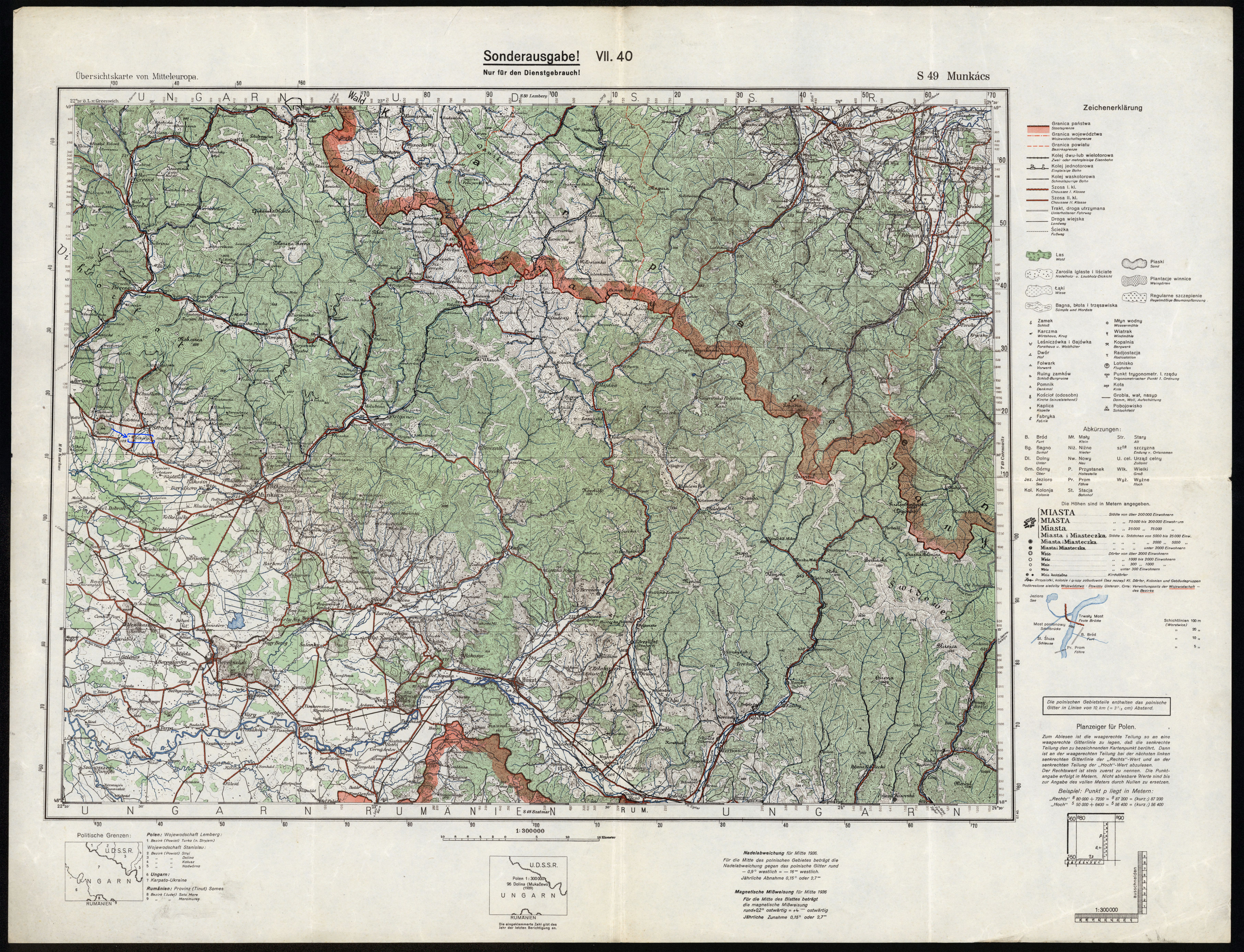
Німецька військова карта періоду Другої світової війни. Є вказана назва села — Volkoviji

На німецькій військовій карті періоду Другої світової війни (карта складена 1936р.) назва села вказана— Volkoviji. Також на карті нанесено тогочасне русло річки В'єла (Веля), яка тоді ще протікала поблизу села— тобто біля селища Середнє вона звертала у правий бік і текла вздовж села у напрямку ліса Шловг, а за ним— до річки Стара, у яку і впадала. У 1960-70 их роках, у радянський період, її русло внаслідок проведення меліоративних робіт було змінено — повернуто у бік села Дубрівка. Також на цій карті позначено вузькоколійну залізницю Ужгород — Анталовці, яка проходила впритул біля села.
У виданні «Статьи по славяноведению» (Санкт-Петербург, 1910) у переліку населених пунктів вказана назва села— Волкова, Волковії (Ungordas).
Цікавим фактом є, що на кадастральній карті (карта землеустрою) Австро-Угорщини станом на 1863 рік назва села вказана— Волковоя. А назва річки В'єла (Веля), яка протікала поряд села, вказана як-«Завада поток», а нижче по течії— «Вела поток». Крім цього видно чіткий поділ земельних ділянок по кадастрових номерах, нанесені назви земельних урочищ, межі земельних ділянок та межі населених пунктів, позначки будівель, кладовищ тощо.

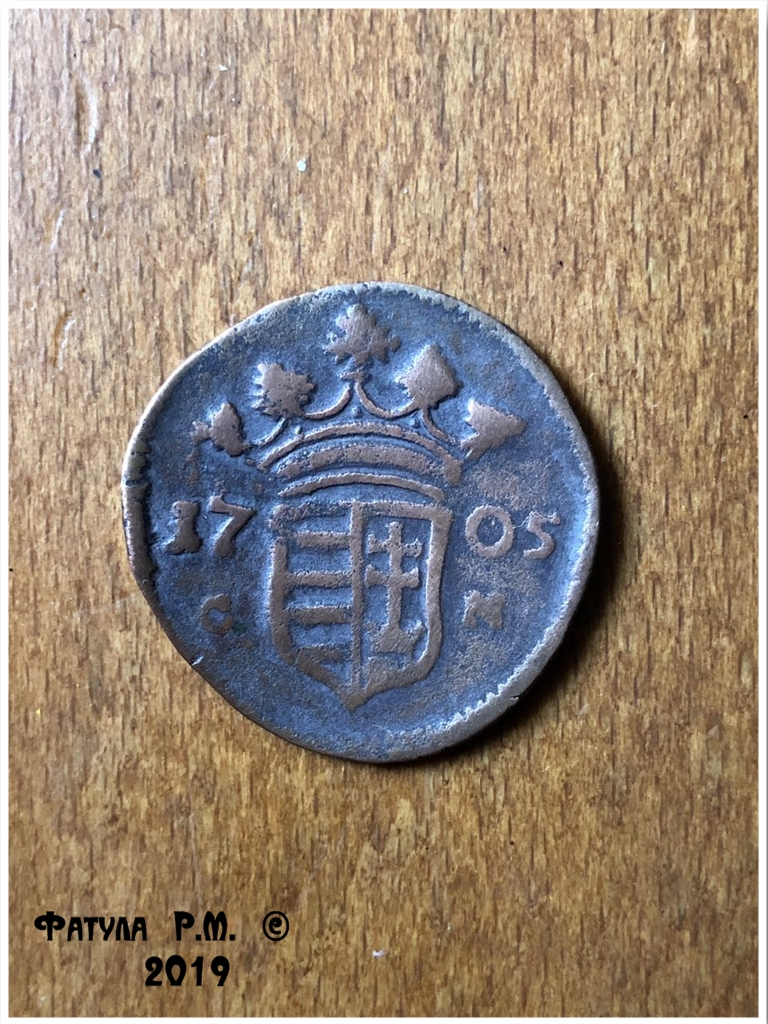
10 Poltura— монета карбована в 1705 р. в період Національно-визвольної війни (1703—1711) під керівництвом Ференца ІІ Ракоці.

- Відомий український мовознавець, доктор філологічних наук, професор Павло Павлович Чучка у своїй книзі «Прізвища закарпатських українців. Історико-етимологічний словник» використовує у статтях даної праці[24] історичну назву села, ту яку використовує місцеве населення, а саме- назву— Вовковиї (Вōвково́ї) та зазначає, що: «завдяки радянським кодифікаторам у 1946 році Вовковыї було перейменовано та отримало нову назву-„Вовкове́“[25]».

Назва села «Вовкове» і у незалежній Україні є офіційною (нормативною). Вперше назву «Вовкове» було опубліковано у виданні «Українська РСР: Адміністративно-територіальний поділ: на 1 вересня 1946 року» (стор. 691),.
Назва села «Вовковиї» згадується і у праці «Лінгвістичний атлас українських народних говорів Закарпатської області УРСР» відомого українського мовознавця, доктора філологічних наук, професора Дзендзелівського Йосипа Олексійовича.
Після приєднання складової частини Чехословацької республіки-Підкарпатської Русі до СРСР—та утворення у 1946 р. Закарпатської області у складі Української Радянської Соціалістичної республіки (УРСР) «було характерним примусове перейменування населених пунктів краю та утворення (зміни) їх назв із закінченням на „е“, що не є типовим для багатьох закарпатських топонімів (у тому числі для назви села Вōвково́ї (ВовковиЇ)—яку змінили на Вовкове́. Таку об'єктивну думку щодо перейменування населених пунктів Закарпаття висловлювали вчені-філологи В. Добош, та Г. Воронич.. Професор П. П. Чучка зазначав, що: „ці змінені назви— є штучними прикметниковими утвореннями, були рекомендовані як офіційні з 1946 року та населення їх не вживає“.
- Корінні місцеві жителі у живій розмовній мові вживають і у наш час— у ХХІ столітті— історичну назву свого села, а саме назву- Вōвково́ї (з наголосом на останньому голосному „о́“). Наприклад: „вōвково́йський“, „вōвково́йська“, „вōвково́йські“, „пушōв у Вōвково́ї“, „прийшов із Вōвково́й“, „вун бōв у Вōвково́ях“, „бōв им у Вōвково́ях“, „пудвезіть ня у Вōвково́ї“, і т. ін.

У книзі відомого угорського науковця Елека Фийнєша „Географічний словник Угорщини“ 1851 (Fényes Elek, Magyarorság Geographiai Szótára, Pesten 1851) у перекладі та упорядкуванні відомого науковця-дослідника крайової історії Закарпаття Йосипа Кобаля про село повідомляється наступне:
„Волкойо (Valkaja), руське село в комітаті Унг за чверть милі на захід від Середнього; жителі: 2 римо-католики,400 греко-католиків,і 7 євреїв. Землевласників декілька. Найближча пошта: Середнє.“
- У виданні „Довідник населених пунктів Угорщини“ (1893 рік) автор-Янош Дворжак („Magyarország helységnévtára“,1893, Dvorzsák János) міститься запис про село Valkaja, де крім даних про кількість його мешканців також вказані і інші (чи попередні) назви села: Véka, Wolkowa, Vojkövöj, Vajkoviji, Vajkovoj, Vovkováji.[32] Ці назви є подібними до місцевої (історичної) назви-тої, яку використовували і використовують і у наш час корінні жителі, а саме: назви Вōвково́ї.

- У туристичному довіднику-путівнику „Підкарпатська Русь“ (1936р.) чеського краєзнавця Ярослава Достала (Dostál Jaroslav, 1936. Podkarpatská Rus. Knižnice Klubu československých turistu, Praha, 1936)[33],— перекладений, упорядкований та доповнений відомим закарпатським хірургом, краєзнавцем Юрієм Михайловичем Фатулою і виданий під назвою путівник-довідник „Європейське коріння“ в Ужгороді, 2016р.[34]-міститься інформація про село Vlkovyje (Ungordas), (сучасн.: Вовкове́, Ужгородського району), (на стор. 291): Назва cела-Ungordas (Унгордаш) на карті Ужгородського округу (Ung vármegye, 1915 р.).

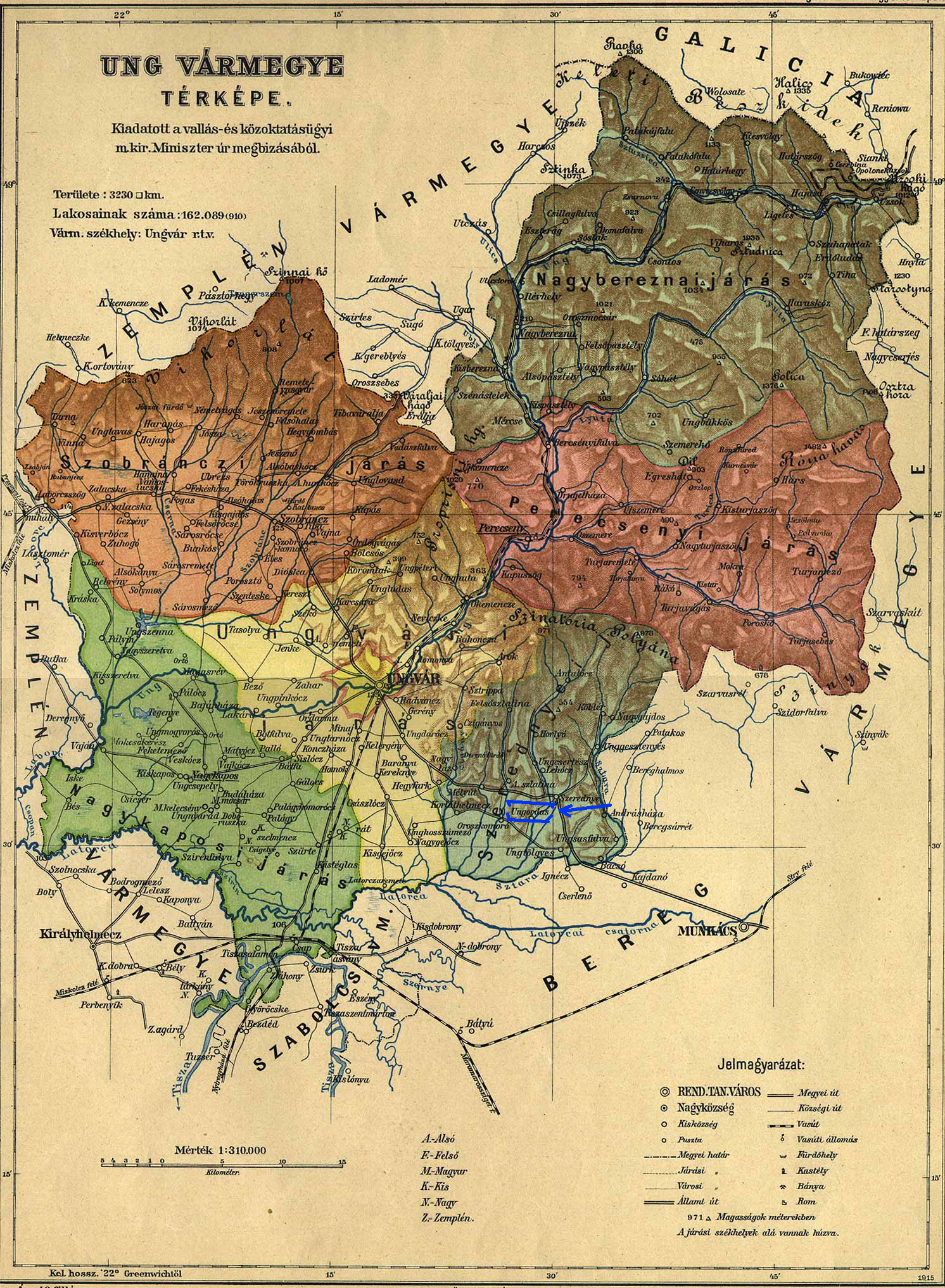
Назва cела-Ungordas (Унгордаш) на карті Ужгородського округу (Ung vármegye, 1915 р.).

| * Населення: 600 жителів * Національний склад: русинів — 570, євреїв — 18, угорців — 6, іноземців — 6. * Релігійні громади: 562 греко-католики. * Навчальні заклади: філіал русинської школи (3 класи) з с. Середнє. * Церковні установи: греко-католицька кам'яна церква Різдва Пр. Богородиці, 1847 р. * Промислові і господарські об'єкти: винокурний завод. * Транспортні об'єкти: залізнична станція. |
- Поселення Кіш-УйСаллаш (угорськ.: Kis-UjSzállás)

Неподалік села, по правому боці від сучасної дороги у напрямку до села Дубрівка, десь на відстані до 1км від села знаходилось невелике окреме поселення (присілок), хутір, (угорськ.: „telep“ (колонія), („puszta“), тайня (угорськ.: tanya-ферма)— засноване у першій половині XIX століття, яке називалося угорською— Kis-UjSzállás (Кіш-УйСаллаш),. Адміністративно це поселення (чи присілок) відносилося, належало до села Valkaja. Але позначалося на картах окремо, судячи також із кадастральної карти ХІХ ст. (1863р.)— воно складалося десь близько з 10-16 будівель та мало і своє окреме кладовище, що було поряд. Назва цього поселення вказувалася на деяких картах як-„Kis Szállás“ (Кіш-Саллаш) (без „Uj“, що в перекладі з угорської означає-„новий“). За даними тогочасних церковних переписів (по населеним пунктам церковних парафій), на 1858 рік та інших років— поселення Kis-UjSzállás відображалося там окремо, окремим рядком і мало відносно невелику кількість населення-не вище сто осіб, які у більшості були римо-католиками-прихожанами Середнянського римо-католицького храму Св. Луки Євангеліста. Але були також і греко-католики та юдеї. Значна кількість його мешканців працювала на винокурному заводі, на водяному млині, та тимчасово (сезонно) на сільськогосподарських плантаціях, земельних угіддях, які належали тогочасним землеволодільцям. Від поселення Kis-UjSzállás (Кіш-Уйсаллаш) була також дорога (але не та, що є тепер!) до сіл Руські Комаровці та Дубрівка. Засноване на початку ХІХ-го століття поселення Kis-Uj-Szállás (Кіш-Уй-Саллаш) проіснувало біля ста років, та десь приблизно на початку XX століття припинило своє існування, що підтверджується і топографічними картами цього періоду. Ще і у 1970-80-ті р.р. XX століття залишалися сліди його кладовища (в тому числі єврейські поховання), місце якого згодом було зрівняне із землею с/г технікою (тракторами), та був досить великий колодязь (керниця), який із часом пропав. І у наші дні цю місцевість, яка знаходиться неподалік від села, місцеві мешканці називають— „Кішсаллаш“ (чи „Кісаллаш“). Поблизу поселення Kis-Uj-Szállás (Кіш-Уй-Саллаш), на річці Веля був водяний млин, який проіснував майже до 1950-х років, тобто-до періоду електрифікації. У церковних переписах населення (у ХІХ ст.) чисельність наявних людей у млині Kis-UjSzállás/КішУйСаллаш (лат: „Molae Kis-UjSzállásenses“) показувалася окремо від інших (окремим рядком), що можливо свідчило про певну значимість млина(ів) у той час.

Місце зупинки поїзда вузькоколійки Ужгород-Анталовці у с. Вōвково́ї (Вовкове). На станційному знаку напис назви села— Vlkovyje-Вовковыѣ (фото 1920-30-ті р.р.)

- Біля села проходила вузькоколійна залізниця Ужгороді-Анталовці збудована у 1916 р. у період Австро-Угорщини. Курсував невеликий поїзд, який перевозив пасажирів та грузи і мав зупинку біля села, хоча швидкість його пересування була повільною. Місцеві жителі називали місце де зупинявся цей поїзд-вузькоколійка— „штаціон“ (станція). (на фото). Поїзд та вузькоколійка функціонували також і у період Чехословацької республіки, і у радянські часи. Однак, у 1975-76-ті р.р. вузькоколійка перестала функціонувати та була розібрана як нерентабельна та застаріла.
- Мешканці села брали участь у Першій світовій війні (1914—1918), будучи мобілізованими у австро-угорську армію до складу, в основному, 66-го піхотного полку. У центральному військовому архіві (м. Прага, Чехія, http://www.vuapraha.cz/ [Архівовано 28 квітня 2019 у Wayback Machine.]) наявні картки на чотирьох солдатів, уродженців села (Вōвкової, Ungordas (Унгордаш), які загинули під час боїв або померли у військових шпиталях протягом війни. У цих архівних документах наявна інформація про дату, місце і обставини смерті, місце і дату їх поховання:

1.Шніцер Петро, 1882р.н., вік 36 років, рядовий 66 піхотного полку австро-угорської армії. Помер 14 жовтня 1918р. у військовому шпиталі у місті Ужгороді. Похований 15 жовтня 1918 у селі Вовкове (привезений из шпиталю додому).

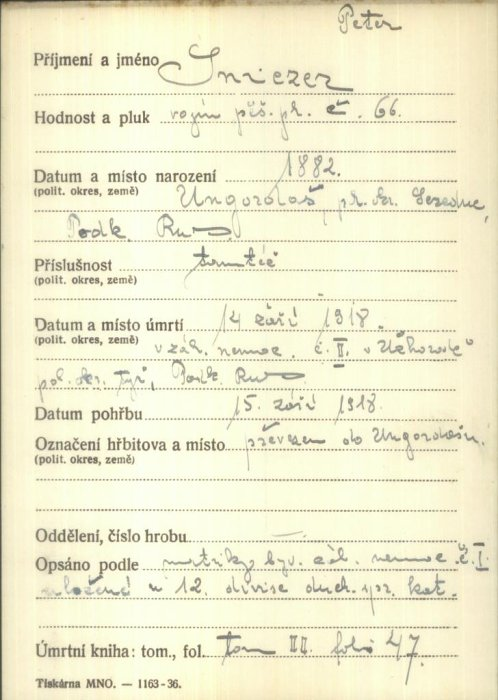
Архівна картка на Шніцер Петра (1882 р.н.), мешканця села, який загинув у Першу світову війну.

2.Товтин Андрій 1890р.н., вік 24 роки, рядовий 66 піхотного полку австро-угорської армії. Помер 6 листопада 1914р. у населеному пункті Bratunac (Боснія). Похований 7 листопада 1914р. на військовому цвинтарі там же.

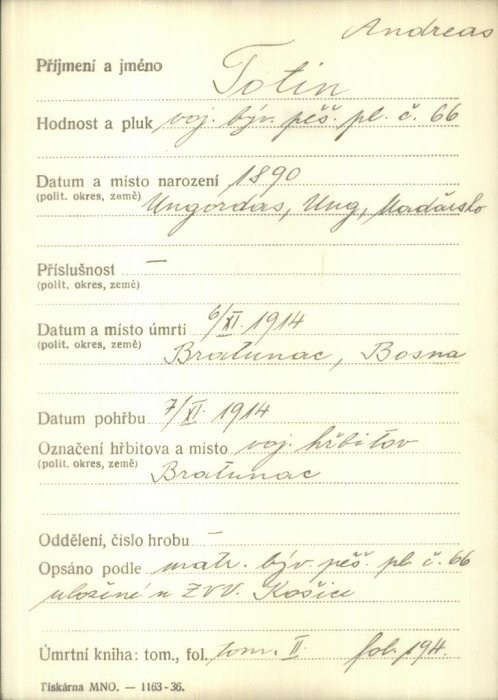
Архівна картка на Товтин Андрія (1890 р.н.), мешканця села, який загинув у Першу світову війну.

3.Кардашинець Михайло 1895р.н., вік 20 років, рядовий 66 піхотного полка австро-угорської армії. Помер 20 листопада 1915р. у військово-польовому шпиталі у населеному пункті Veldes (Австрія). Похований 21 листопада 1915р. на військовому цвинтарі у населеному пункті Villach (Австрія).

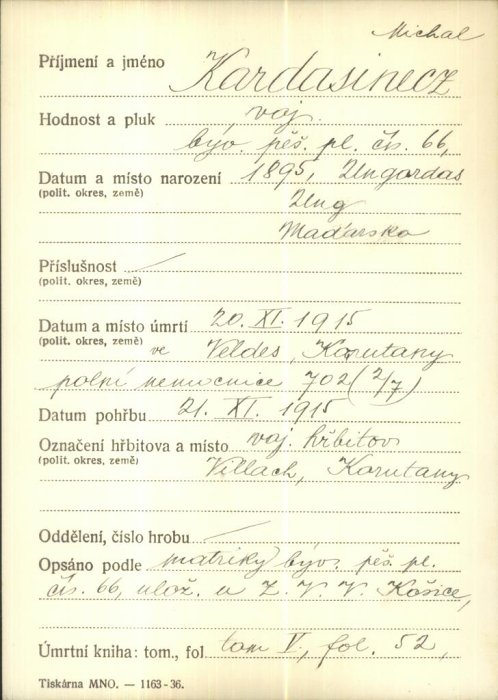
Архівна карта на Кардашинець Михайла (1895 р.н.), мешканця села, який загинув у Першу світову війну.

4.Третинник Іван, 1895р.н., вік 20 років, рядовий 66 піхотного полка австро-угорської армії. Загинув в бою на Російському фронті, біля села Munina.(нині Ярославського повіту, Підкарпатського воєводства, Польща). Похований у братський могилі на полі бою.

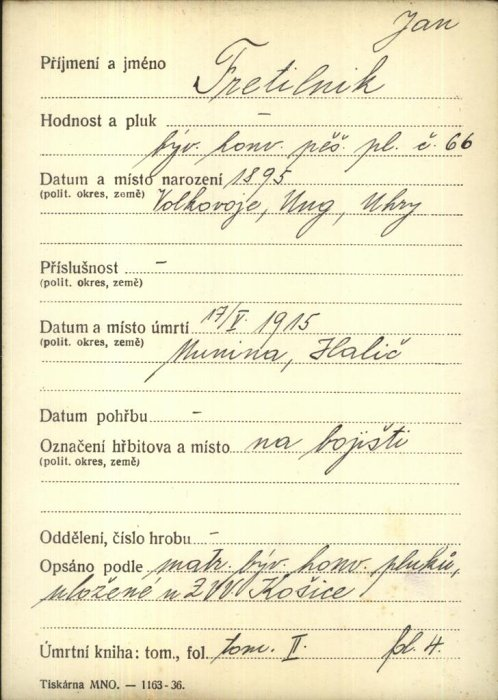
Архівна картка на Третинник Івана 1895 р.н., мешканця села, який загинув у Першу світову війну.

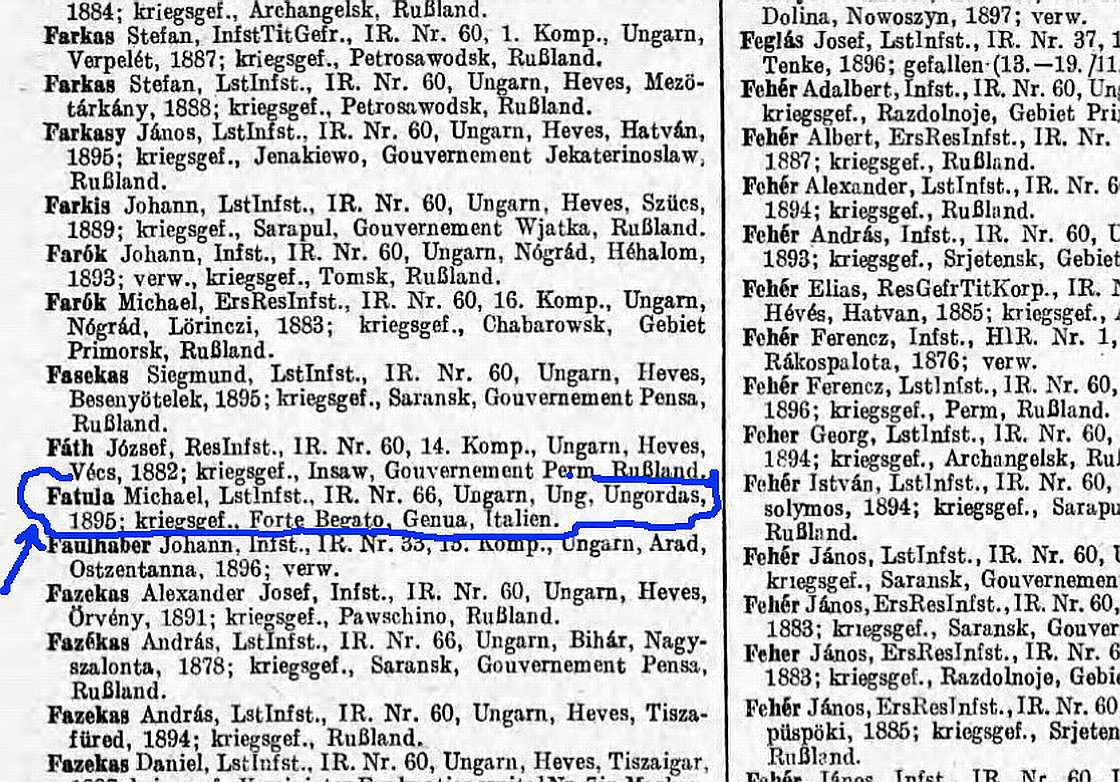
Архівні дані щодо Фатула Михайла (1895 р.н.), мешканця села, учасника Першої світової війни, який перебував у італійському полоні у Форте Бегато, Генуя.

Крім цього у італійському полоні у Форте Бегато, біля Генуї (Італія) перебував рядовий 66-го піхотного полку австро-угорської армії Фатула Михайло (1895 р.н.). Подальша його доля невідома.
Також, на полях битв цієї війни пропав безвісти солдат австро-угорської армії, мешканець села Фатула Томаш (1885р.н.).

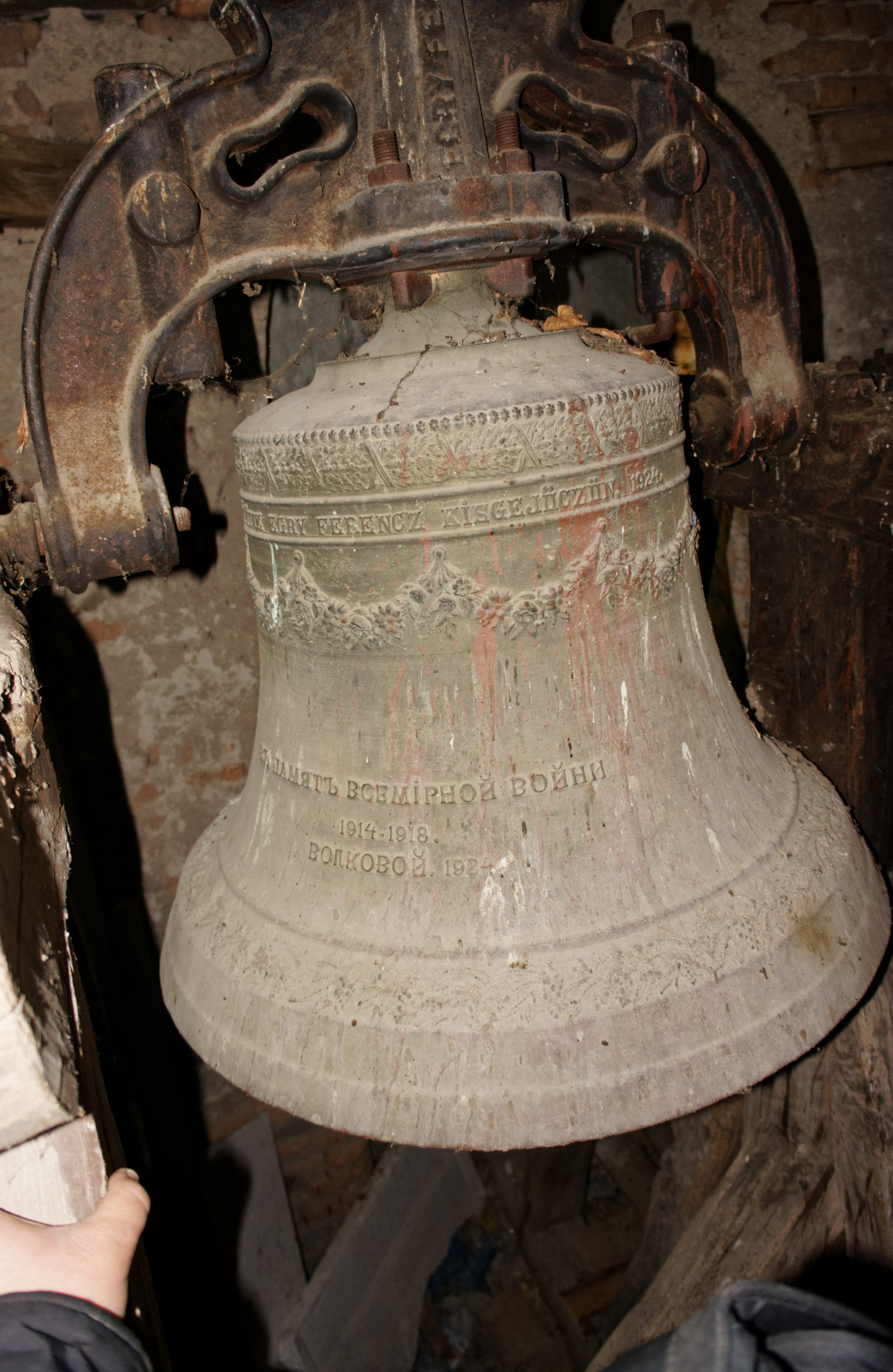
ДІючий дзвін на сільській церкві, відлитий у 1924 р. в память про Першу Світову війну

Слід додати, що на думку дослідників, кількість мешканців села, які брали участь у цій війні є щонайменш в три рази більшою від тієї, про яку доступні матеріали у цих джерелах. Мешканцями села на зібрані кошти у 1924 році відлито та встановлено на церкві у селі дзвін, який функціонує і донині та своїм дзвоном щоразу нагадує про ту жахливу війну та полеглих у ній односельчан.
- Під час Другої світової війни, у період 1939—1944 років, коли село, як і все Закарпаття, перебувало у складі Угорщини, відомі факти доволі жорстокого поводження угорських жандармів по відношенню до селян. Так, зокрема, одна із старожилів села Марія Бунга розповідала, що: „угорські жандарі жорстоко побили пендриками її батька та конфіскували впольовану ним дичину (серни), лише за те, що він був звинувачений у недозволеному полюванні у околишніх лісах, для того, щоб, з її слів, мати змогу прокормити дітей у своїй багатодітній сім'ї у той тяжкий, воєнний час“. Багатьох жителів села— етнічних русинів призовного віку було мобілізовано у період 1940—1942р.р. в армію Угорщини для участі у війні проти СРСР (на боці Німеччини (країн Берлінського пакту, до якого Угорщина приєдналася у 1940р.). Також молодих хлопців віком до 20 років відправляли на примусові громадські роботи у робочі табори (мункотабори) на військових об'єктах на території Угорщини. Значна кількість військових армії Угорщини, у тому числі і призваних русинів із Закарпаття, загинула (або пропали безвісти) під час бойових дій у 1942—1943р.р. на теренах сучасної Російської Федерації (під час кропопролитних боїв у районі російського м. Воронеж). При різних точках зору та різних оцінках на тогочасні воєнні події, з участю угорської армії у цій війні на стороні Німеччини тощо-незаперечним є те, що законослухняні місцеві мешканці (русини) були змушені виконувати свій військовий обов'язок у воєнний час, як громадяни Угорщини, будучи примусово мобілізованими на фронт в угорську армію чи відправленими на примусові громадські роботи у робочі табори (мункотабори) у тилу та відірваними від своїх домівок, сімей, рідних та близьких. Були призвані в Угорську армію у період 1942—1943р.р. та повернулися з війни додому жителі села— Жолтані Іван, Фрінцко Іван, Дрозда Юрій та інші. Були і такі, з числа призваних мешканців села, котрі загинули (або пропали безвісти) під час бойових дій і через багато років вдалося встановити місце їхньої загибелі та перепоховання. Зокрема, це-Годинка Емеріх (Імро) 1918р.н.—1943?; Фатула Степан (Пішта) 1918р.н.—1943?, які пропали безвісти під час бойових дій в районі м. Воронеж (Росія). Їхні ім'я викарбувані у списках, у числі інших полеглих воїнів Угорської армії, на одній із пам'ятних мармурових плит-таблиць „Меморіалу загиблим армії Угорщини“, який знаходиться у селі Рудкіно Воронезької області Росії[42], де перепоховані останки всього біля 11-ти тисяч полеглих солдат Угорської армії. Цікаво відмітити, щодо солдат німецької армії (Вермахту), які тимчасово у той воєнний період частково були розквартировані у селі— місцевими мешканцями-старожилами відзначалася їх лояльність та позитивне ставлення до місцевого населення. Розповідали як німецькі офіцери у селі давали сільським дітям шоколад, а також платили селянам за арендоване житло тощо, відзначали рівень культури німців. Щодо військових Радянської Армії, яка у жовтні 1944 року увійшла на територію сучасного Закарпаття (та були присутні деякий час і у селі), розповідали про доволі низький рівень культури поведінки частини солдат, та і такі риси деяких військовослужбовців, як надмірне споживання алкоголю (що очевидно пояснювалося стресами, втомою від війни тощо), котрого було достатньо у селі, де вирощувався виноград і сливи—і тому у селян були у наявності не лише домашнє вино, а й домашня паленка (укр.: самогон, горілка). Однак, також відмічалося, що військові Радянської армії обмінювали місевим селянам на вино та паленку (горілку) дефіцитні і вкрай необхідні у господарстві у той суворий та бідний воєнний час речі: керосин для ламп, мастила, одяг (теплі фуфайки, штани), взуття тощо. Та і, також, в цілому, радянські солдати, ставилися до місцевих мешканців доброзичливо і лояльно, хоча розповідали і про те, як тоді „добровільно-примусово“ намагалися організувати набір серед місцевих мешканців у „добровольці“ у лави Радянської армії для участі у подальших бойових діях.

## Новітній період
Цікавим є факт, що у повоєнні роки село мало свою сільську раду згідно даних видання „Українська РСР: Адміністративно-територіальний поділ на 1 вересня 1946 р.“ (Українське видавництво політичної літератури, Київ,1947р., стор. 691). Згодом село уже стало підпорядковуватися Середнянській сільській (а пізніше селищній) раді. Так, в неопублікованому виданні „Українська РСР. Адміністративно-територіальний поділ областей на 1 січня 1956р.“, вже не згадується про наявність сільської ради у селі Вовкове.
У новішій історії села можна виділити т.зв. „радянський період“ (1945—1991р.р.) та сучасний період незалежної України» (1991р.— по теперішній час). На першому етапі радянського періоду (кінець 40-х— початок 50-х р.р.) відбулася примусова колективізація-створення колгоспу, який згодом був приєднаний до середнянського колгоспу-відбулося укрупнення. На практиці колективізація проявилося у «добровільно-примусовій» передачі землі, худоби, реманенту (плуги, борони та інше) від їхніх власників, у тому числі середняків-простих людей, у новостворений колгосп. Жителі села також «добровільно-примусово» були змушені ставати членами колгоспу та працювати у ньому. Ті, хто не бажали працювати, як казали «на калгоз»,— намагалися іти працювати у місто. Хоча у той час (післявоєнні роки) селянам (колгоспникам) у Закарпатті (колишня складова частина Чехословацької Республіки— Підкарпатська Русь, яка була приєднана до Радянського Союзу (УРСР), не видавали паспорти. А без паспорта, в свою чергу, на роботу також не оформляли. Були приклади коли люди виїжджали, наприклад, на тимчасову роботу у шахти на Донбас, а через деякий час, попрацювавши там та відповідно отримавши паспорт, поверталися додому і надалі влаштовувалися на роботу у міста (м. Ужгород, тощо)— на підприємствах, заводах, чи на залізниці і т. ін.
У 1958 році село було електрифіковано.
У 1950-ті роки на схилах між селом і дорогою до траси, трохи нижче виноградників, були висаджені дві досить великі лісопосадки (посаджено акації, берези, дуби тощо). Деревину з лісопосадок використовували для виноградників, для виготовлення стовпців. Ці лісопосадки збереглися і пізніше, коли на виноградниках вже використовували бетонні стовпчики замість дерев'яних.
У 1960-х та 1970-х роках, у радянський період, відбувався досить активний розвиток колективного (радгоспного) сільського господарства, в т.ч. промислового виноградарства. Так, значимою подією, була зміна напрямку течії (русло було повернуто у бік с. Дубрівка) річки В'єла (Веля), яка протікала поряд із селом. Була здійснена меліорація, а саме— проведено осушення навколишніх земель, полів, по яких раніше проходило русло річки В'єла (Веля)— і тому ця місцевість була досить болотистою з мочарами, також створено систему зв'язаних водних каналів, із шлюзами для регуляції рівня води. На меліорованих полях, якими колись протікала ріка В'єла (Веля) біля села, стали висаджувати сільськогосподарські культури. Але існуючу природну екосистему у даній місцевості, пов'язану із річкою В'єла (Веля), було знищено чи суттєво порушено.
До зміни напрямку русла річки В'єла (Веля) вона протікала біля села. Часто, особливо весною під час паводків та у період зливових дощів— річка розливалася, що спричиняло шкоду. Так, до прикладу, за повідомленням жандармського відділку, 12 травня 1942 року, після сильної грози та потужної зливи річка та інші потоки розлилися чим було спричинено велику шкоду посівам, мостам та будівлям в околишніх селах (в тому числі згадується і село Valkaja). Було розмито залізничний насип біля ріки, пошкоджено залізничне полотно та міст—і це потягло тривалу відстутність залізничного сполучення у тому напрямку, а шкода склала 10 000 пенгев.
Глибина русла ріки біля села складала приблизно 70-80 см, місцям і до 1 метра. Місцевість біля русла ріки була досить болотистою (з мочарами), із заплавами (ямами з водою), які влітку частково пересихали. У них, як і у основному руслі річки, у той час водилося, за словами старожилів, багато риби: пічкурі, карасі, коропи, в'юни тощо. Також, у мочарах,заплавах (болотистих ямах) біля русла ріки також водилося багато п'явок, яких збирали місцеві мешканці для використання у медичних цілях. А людей, котрі збирали п'явок називали жартівливо— «п'явкоші». Недалеко від будівлі колишньої радгоспної тракторної бригади, (раніше у 1950-1970-ті роки там знаходилася ферма, маштальня (конюшня) та кузня) і існуючої лісопосадки, та поряд з руслом річки, були місця, де із глини ромами (циганами) виготовлялися вальки (саман), які тоді використовувалися як відносно недорогий будматеріал при будівництві хат. Ці місця, де цигани копали глину для виготовлення будівельних вальків (саману), місцевими жителями називалися «циганськими ямами». І в цих ямах, які з часом заповнювалися водою, також, як розповідали старожили, водилося багато риби, яку люди ловили, навіть носили у «гаті-кошарах» (досить великі за крозміром кошики, які носили на плечах).
У радянський період (найбільше 1960-ті-1970-ті, перша половина 1980-х років) інтенсивно розвивалося радгоспне промислове виноградарство— висаджувались нові плантації виноградників, які займали значні площі біля села на схилах пагорбів. На виноградниках працювало багато мешканців села. Збирали чималі врожаї винограду. У радгоспі були тракторна та виноградна виробничі бригади, були збудовані відповідні господарські будівлі, а також «боргази»-допоміжні, невеликі господарські будівлі на плантаціях-виноградниках. Також, були висаджені яблучні сади, а пізніше і персиковий сад, малинова плантація та плантації сортового столового винограду (чободінь, золодінь)-у період керівництва радгоспною, орендною бригадою Шніцером Петром (наприкінці 1980-х років— початок 1990-х років). Також, поблизу села знаходилася радгоспна тваринницька ферма, літній загін для худоби— де випасалося чимале стадо корів та овець.
Найбільший пік у рівні розвитку колективного сільського господарства (радгоспу) припав на так звані «часи застою»— друга половина 1960-х— 1970-ті та перша половина 1980-х р.р. Але порівняно невисокі зарплати за нелегку працю на с/г роботах у радгоспі також спричиняли відтік працездатного, активного населення на роботу (заводи, сфера послуг, освіта і наука тощо), і на постійне проживання у місто, де більшість мали не тільки змогу працевлаштуватися на роботу, але й у ті, радянські часи, також могли отримати безкоштовне житло, користуватися досить розвинутою безкоштовною медициною, а діти вчитися у новозбудованих школах, технікумах, училищах чи здобувати вищу освіту в університеті тощо.
Після 1985р.,з приходом до влади М.Горбачова і початком т.зв. «Перебудови», по місцевому промисловому виноградарству досить боляче вдарила так звана «антиалкогольна кампанія». Частина урожайних плантацій винограду винищувалася в угоду цим «віянням».
- У виданні «Реабілітовані історією. Закарпатська область. Книга 1» є дані про мешканців села, репресованих у післявоєнні роки радянською владою та засуджених до тривалих термінів ув'язнення, потім реабілітованих:

1.Жирош Георгій Юлійович (1904р. народження, хлібороб), був засуджений радянським військовим трибуналом у квітні 1946 року до 15 років позбавлення волі. Реабілітований у 1992 році.
2.Похан (Повхан) Михайло Степанович (1912р. народження, службовець) був засуджений радянським військовим трибуналом у лютому 1947 року до 10 років позбавлення волі. Реабілітований у 1991 році.
3.Павлик Михайло Михайлович (1919р. народження, с. Вовкове, (прож. в с. Минай, поштар контори зв'язку), був засуджений особливою нарадою при Міндержбезпеки СРСР у червні 1950 року до 10 років позбавлення волі). Реабілітований у 1989 році.
У 1950-ті р.р. у селі, у тому числі завдяки зусиллям та ентузіазму місцевих жителів, які розповідали про те як вони брали участь у будівництві, була зведена досить велика за розмірами будівля клубу, у якому функціонували у тому числі кінозал та бібліотека. Клуб був місцем для проведення публічних чи святкових заходів у селі, дозвілля та відпочинку, мешканців, молоді, місцем проведення зібрань (зборів) жителів села. Пізніше у приміщенні клубу молодь навіть облаштовувала тренувальну кімнату для занять культуризмом. У часи незалежної України— з кінця 1990-х— початок 2000-х рр. почався занепад будівлі клубу— не виділялося фінансування на його роботу, ішло поступове руйнування будівлі за відсутності необхідних поточних ремонтів, при повній бездіяльності влади та уповноважених організацій щодо вирішення цього питання та пасивності населення, яке нерідко саме сприяло більшому руйнуванню будівлі клубу, шляхом розкрадання із неї цегли, дошок, шиферу. У даний час будівля клубу практично повністю знищилася та розвалилася, від неї залишилися сумні руїни. Згадували період коли у село в середині 1970-х років провели перший телефонний зв'язок для населення і саме на будівлі клубу при вході було встановлено громадський телефон-автомат, що було новинкою на той час. Будь-який мешканець села мав можливість зателефонувати з нього, використовуючи монету номіналом 2 копійки. Також, старожили пам'ятають часи коли з метою тогочасної комуністичної ідеологічної пропаганди в селі на електричних стовпах були розміщені динаміки-гучномовці з яких транслювалися радоіпередачі (новини, музика, передачі суспільно-політичного характеру тощо). А з самого ранку, у 6-00 год., грав гімн СРСР, який будив селян. Також, практично у кожну хату було підключено проводове радіомовлення (так звана в народі— радіоточка «Галя»), яке довгий період користувалося популярністю у селян.
- Наприкінці 1960-х, особливо у 1970-1980-ті, та і 1990-ті роки великою популярністю мешканців користувався футбол. На матчі з участю сільської команди «КОЛОС», яка мала основний та юнацький склад, по вихідних, як на свято, зходилося майже чи не все село-від малого і до людей старшого покоління. Було облаштовано хороше футбольне поле, лавиці для вболівальників, глядачів, роздягальні для гравців тощо. ПІд час ігор на виїзді радгосп забезпечував автобус для гравців команди, групи вболівальників. Футбольна команда «КОЛОС» с. Вовкове неодноразово ставала володарем Кубку Ужгородського району із футболу. Запам'ятали кращих її гравців у різні роки: Турянчик Іван, Пензелик Володимир, Лукачина Володимир, Лютнянський Йосип, Фатула Михайло, Фучко Михайло, Дзямко Михайло, Фучко Іван, Пензелик Йосип, Варга Анатолій, Годинка Степан, Прокопець Степан, Прокопець Володимир, Шляхта Іван та інших.

## Сучасний період
Після розпаду СРСР (1991р.) та утворення незалежної України розпочався поступовий занепад колективного сільського господарства (радгоспу). Більшість промислових виноградників та фруктові сади біля села, які були висаджені у радянський період, поступово стали занепадати, і станом на 2023-24 р.р.—майже повністю або пропали або ж деяка їх частина (яка ще залишилася та належить останньому державному виноробному підприємству України— ДП "АПФ"ЛЕАНКА"" (Державне підприємство "Агро-промислова фірма «ЛЕАНКА», створене у 1994 році на базі колишнього радгоспу), перебуває у вкрай занедбаному, деградованому стані. На тих місцях, на схилах пагорбів, де колись у радянський період, були висаджені та оброблялися значні площі виноградних плантацій, а також сади,-поступово все заростає деревами, чагарниками та травою. Пустуюча господарська будівля і територія колишньої радгоспної, а пізніше орендної виноградної виробничої бригади приватизована. Повністю знищена і розібрана будівля колишньої тваринницької ферми. У останні роки на колишніх радгоспних полях біля села, які передані в оренду агрохолдингам, на значних площах ними висаджуються кукурудза, соя (ймовірно ГМО походження). При їх вирощуванні використовується для обробки значна кількість хімікатів-гербіцидів, інсектицидів тощо, які в тому числі розприскуються на поля з використанням літальних апаратів. Це призводить до погіршення екологічного стану у селі, околицях та полях біля нього-особливо для тих мешканців чиї домогосподарства розташовані досить близько від плантацій агрохолдингів.
Також, за останні роки проблемним є питання постійної тенденції до падіння рівня води у колодязях у багатьох домогосподарствах села (аж до повної відсутності води), особливо у літній період, коли вкрай мало або зовсім немає опадів. Можливо, що такий стан є наслідком проведеної колись меліорації на території біля села та загальної тенденції до падіння рівня підземних (ґрунтових) вод, а також збільшення загальних обсягів споживання води з колодязів та свердловин. Подібна ситуація з падінням рівня води у колодязях, характерна в останній період і для інших сіл Ужгородського району.
Традиційним для мешканців села, як і для багатьох мешканців у селах Закарпаття (крім високогірних), є домашнє виноградарство. Майже чи не у кожному сільському дворі є виноградні «лугоші»—вирощується виноградна лоза та із свого власного винограду виготовляється домашнє вино. А у деяких мешканців наявні навіть свої невеликі виноградники.
- У 2016 році село забезпечено високошвидкісним доступом до мережі Інтернет за допомогою волоконно-оптичної лінії (провайдер ТОВ «ЯРКОМ»[54]).
- У період із 2004 року по 2014 рік у селі функціонував орган місцевого самоврядування— сільський комітет[55], який був ліквідований згідно постанови Закарпатського Окружного Адміністративного суду[56].
- У 2004—2005р.р. село було газифіковано—було прокладено газопровід середнього тиску. При низьких цінах на природній газ у цей період газифікація дала можливість забезпечити ефективне та недороге опалення будинків, підігрів води та приготування їжі.
- У період 2009—2011р.р. за рахунок інвестиційних проектів повністю були замінені опори ліній електропередач (Ужгородський РЕМ, ПрАТ «Закарпаттяобленерго») із старих дерев'яних на нові бетонні та проведено безкоштовну заміну електролічильників споживачів на більш сучасні.
- У 2017—2018р.р. (завдяки зусиллям місцевих активістів громадської організації «За Рідне Вовкове»[57]) районною шляхово-експлуатаційною організацією виконано поточний ремонт ділянки 1,5км автомобільної дороги районного значення від міжнародної автомобільної траси (Автошлях М 06, Автошлях E50) до села. У самому селі дорога востаннє буле ремонтована наприкінці 80-х років XXст.— тобто ще у радянські часи— за кошти які виділяв винрадгосп, силами райавтодору. Стан цієї дороги у селі є вкрай незадовільний, незважаючи на неодноразові звернення мешканців із вимогами відремонтувати її. Протягом 30 років незалежної України жодного разу не проводився капітальний ремонт цієї дороги, відповідальність за стан якої лежить безпосередньо на місцевій владі— Середнянській селищній раді (Середнянська ОТГ). На 2022 рік Середнянською ОТГ було заплановано здійснення робіт по капітальному ремонту вулиці Перемоги у селі Вовкове та для цього було укладено відповідні договори із виконавцями-підрядниками, складено кошторисну документацію тощо. Однак, з-за початку у країні із лютого 2022р. дії військового стану, здійснення цього запланованого капітального ремонту було перенесено на невизначений період, виконано засипання проблемних ділянок дороги щебнем. За ініціативи та участі активістів громадської організації «За Рідне Вовкове», а також небайдужих мешканців села, при підтримці депутатів сел. ради періодично організовуються і виконуються роботи по благоустрою придорожньої території: вирізка чагарників, кущів, прибирання сміття з канав, покос трави тощо.
- У селі на базі будівель колишньої сільської початкової школи та дитячого садочку функціонує комунальна організація «Вовковецький навчально-виховний комплекс»[58] та філія Середнянського ліцею. У 2017 році здійснено благоустрій території та частковий ремонт будівлі та даху дитячого садочка. У 2020 році за рахунок коштів районного бюджету відремонтовано фасад, покрівлю будівлі початкової школи (яка була зведена ще наприкінці XIX-го століття як фара священника), а також проведені якісні внутрішні ремонти у її приміщеннях, облаштовано прилеглу територію та ігровий майданчик для школярів тощо.
- Мешканець села 41-річний Фучко Юрій Іванович (9.04.1982р.н.)-навідник десантно-штурмового взводу десантно-штурмової роти військової частини А2613 ЗСУ загинув у вересні 2023р. під час виконання бойового завдання поблизу с.Новомайорське Донецької обл. у ході військових дій по стримуванню повномасштабного збройного вторгнення Росії.[59] Мешканець села 27-річний Шакаліс Руслан Вікторович загинув 21.08.2024 року у ході бойових дій біля населеного пункту Погребки Суджанського району Курської області Російської Федерації.[60]

## Політична активність, вибори

### Парламентські вибори 2019р.
На позачергових парламентських виборах 2019 року у селі функціонувала виборча дільниця №210551, розташована у приміщенні дитячого садка.
Результати
- зареєстровано 400 виборців, явка 49,00%, найбільше голосів віддано за: «Слугу народу»— 60,62%, за Всеукраїнське об'єднання «Батьківщина»— 13,99%, за Радикальну партію Олега Ляшка— 5,18%.[61] В одномандатному окрузі найбільше голосів отримав Олександр Пекарь (Слуга народу)— 47,64%, за Роберта Горвата (самовисування)— 22,51%, за Андрія Андріїва (самовисування)— 11,52%[62].

## Населення
- За даними Урбаріїв села Valkaja, складених у період 1770—1780р.р. (після урбаріальної реформи 1767 року у часи імператриці Марії Терезії), які в тому числі містять імена землевласників-поміщиків, імена і кількість їхніх підданих (кріпаків)-орендарів землі та їх помічників, розміри їхніх земельних наділів тощо у селі Valkaja були на той час 4 землевласники: барон Гілані Домокош (BR. GHILÁNYI DOMOKOS)-власник 26 Гольдів землі, баронеса Гілані Дьордіна (BR. GHILÁNYI GYÖRGYNÉ)-власник 9 Гольдів землі,барон Переньі Імре (BR. PERÉNYI IMRE)-власник 13 Гольдів землі, Дьорі Ласло (DŐRY LÁSZLÓ)- власник 13 Гольдів землі.[63] (1 гольд кадастральний=0,576 Гектара)[64]. В Урбаріях села Valkaja датованих 1772—1774р.р. орендаторами земельних ділянок записано 14 осіб: Решетар Гриць, Фатула Андрій, Вербич Пал, вдова Павла Фатула, Лендра Янош, Фучко Юрій, Федик Василь, Фучко Янош, Фучко Мігаль, Фучко Іван, Іванделі Стефан, Манюров Іван, Манюров Василь, Лубич Іван. Крім того записані троє помічників: Словянін (Словян) Іван (Янош), Голік Іван, Годін Іван (очевидно- повне прізвище — Годінка)[65] [66]. Таким чином, у селі Valkaja на той час проживало близько 14 сімей, а населення могло складати приблизно: біля 70-90, можливо і до 100 осіб.
- За даними муніципального перепису населення у 1787 році (за часів імператора Йосипа ІІ) у селі проживало 120 осіб, були 21 сім'ї, які проживали у 20 будинках. Також, всі жителі (21 сім'я) були християнського віросповідування, було 24 одружених та 40 неодружених осіб чоловічої статі.[67]
- За церковним переписом 1814 року у селі було 272 греко-католики, а місцевий прихід був на той час філіалом парохії села Руські Комарівці.[68]
- За церковним переписом 1821 року у селі було 346 греко-католиків, а прихід теж був філіалом парохії села Руські Комарівці.[69]
- За церковним переписом 1825 року в селі було 364 греко-католиків, а прихід на той час вже став філіалом парохії Середнього, яким і залишався у подальшому.[70]

- За даними церковного перепису 1829 року в селі проживало 393 особи, з яких 367 греко-католики, 5 римо-католики, 21 юдеї[71]
- За даними церковного перепису 1835 року в селі було 399 осіб, з яких 371 греко-католики, 2 римо-католики та 26 юдеїв[72]
- За даними церковного перепису 1858 року в селі проживало 473 осіб, з яких 460 греко-католиків, 1 римо-католик, 12 юдеї.[73]
- За даними церковного перепису 1864 року в селі проживало 514 осіб, з яких 460 греко-католиків, 42 римо-католики, 12 юдеї.[74]
- Згідно даних перепису населення 1880 року, який був проведений у Австро-Угорщині, у селі проживало 614 мешканців, з яких: 540 греко-католики; 35- римо-католики; 39— юдеї.
- За австро-угорським переписом 1910 року у селі було 606 мешканців з яких: 543 греко-католики; 25- римо-католики; 29— юдеї; 9— реформати.
- За даними перепису 1921 року, який проводився у Чехословацькій республіці[75], у селі було 603 мешканці з яких: 565 греко-католики; 11-римо-католики; 25-юдеї та 2-інші. За даними цього перепису 1921 року цікавим є факт, що деяку кількість із мешканців села складали сім'ї тих, хто переїжджав туди. В переписних листах вказані рік їх переїзду (тобто рік із якого проживав у селі). Це, як правило, були роки -у проміжку від 1915- по 1921р.). Вони проживали у будинках власником яких (majitel domu) у переписних листах записаний Шандор Вірані (Sándor Virányi)-тогочасний землевласник, власник місцевого винокурного заводу. Та і очевидно ті люди працювали у цього роботодавця, отримуючи як роботу так і житло від нього. У їх професіях зазначалося, що вони землероби, робітники, вівчарі. У переписі зазначені уродженці сіл Мукачівщини: Зняцьово, Вел. Лучки, Росвигово, Кайданово, Чинадьово, а також Пацканьово, Лінці, та Турка (Галичина). Але, що цікаво, також була навіть і сім'я уродженців Чехії із п'яти осіб—чеха Мах Франтіха (Mach Frantich, 1890р.н.), які були зазначені у переписному листі як землероби, національність-чеська, віросповідання римо-католицьке, проживали у селі з 1921 року.[76] За національністю та материнською мовою (Národnost, mateřský jazyk) більшість населення села, згідно цього перепису 1921р., були записані-русинами (rusin).
- За переписом 1930 року у селі проживало 600 мешканців з яких: 562 греко-католики; 18- римо-католики; 18-юдеї; та 2 східного грецького обряду (православні).
- За угорським переписом 1941 року у селі проживало 653 мешканці з яких: 607 греко-католики; 18-римо-католики; 16-юдеї; 12-реформати.[77]

(P.S.: Греко-католицької віри у церковних переписах населення в Підкарпатті/Підкарпатській Русі, у більшості були, як правило,— русини. Римо-католики та реформати були, як правило, -угорці чи словаки. Юдейської віри були— євреї).
- Згідно з даними перепису, який проведено у 1989 році в СРСР, чисельність наявного населення села становила 558 осіб, з яких 258 чоловіків та 300 жінок.[78]
- За даними перепису, який проводився у незалежній Україні у 2001 році— у селі проживало 509 осіб.[79]
- За даними Державного реєстру виборців України-у селі наявні 380 виборців (на грудень 2021р.).[80]

### Мова
- За даними перепису населення, який проводився у Чехословацькій республіці у 1921 році-у графі «національність та материнська мова» («Národnost, mateřský jazyk»)— більшість населення села були записані— русинами («rusin»).[81]
- Розподіл населення за рідною мовою за даними перепису населення України 2001 року[82]:

| Мова            | Кількість | Відсоток |
| --------------- | --------- | -------- |
| українська      | 506       | 99.41 %  |
| російська       | 2         | 0.39 %   |
| інші/не вказали | 1         | 0.20 %   |
| Усього          | 509       | 100 %    |

## Історія Церкви Різдва Пресвятої Богородиці(1847)

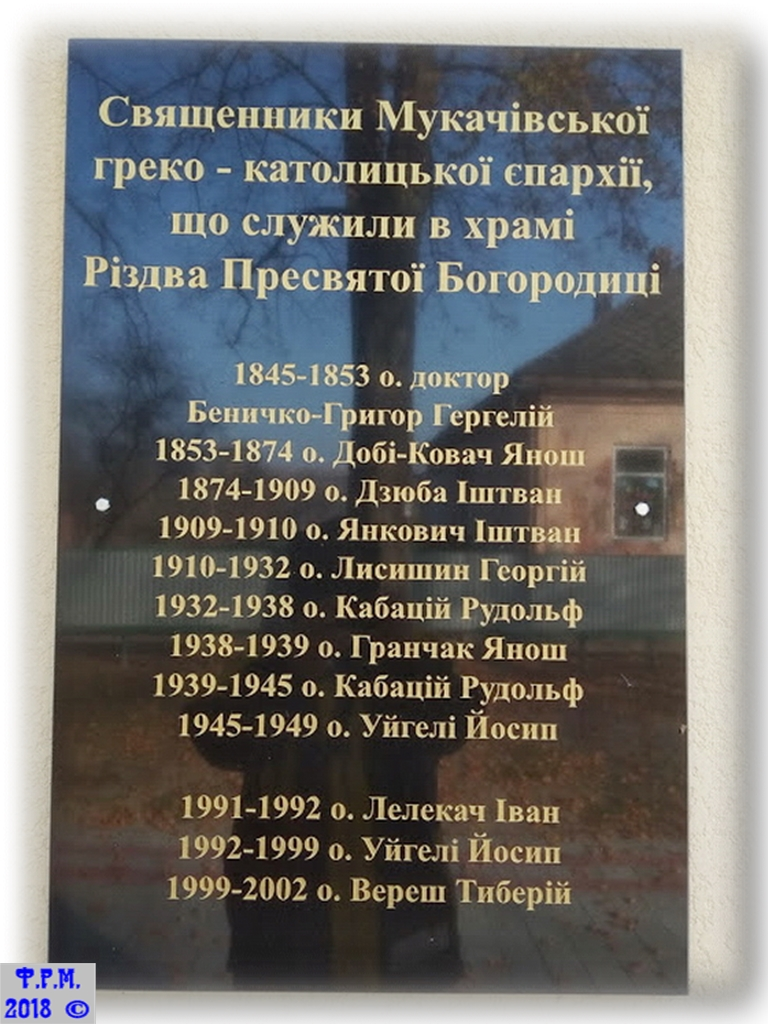
Список — хронологія священників, які служили у церкві від часу її побудови до сучасного періоду

Стара дерев'яна церква за переказами стояла колись трохи нижче теперішньої типової мурованої церкви. Розповідали, що біля ймовірного місця, де колись була стара дерев'яна церква, під час встановлення електричного трансформатора наприкінці 1960-х років технікою були викопані останки людей (кістки, черепи тощо), що підтверджує, що поряд із старою дерев'яною церквою знаходилося поховання (ймовірно сільське кладовище).

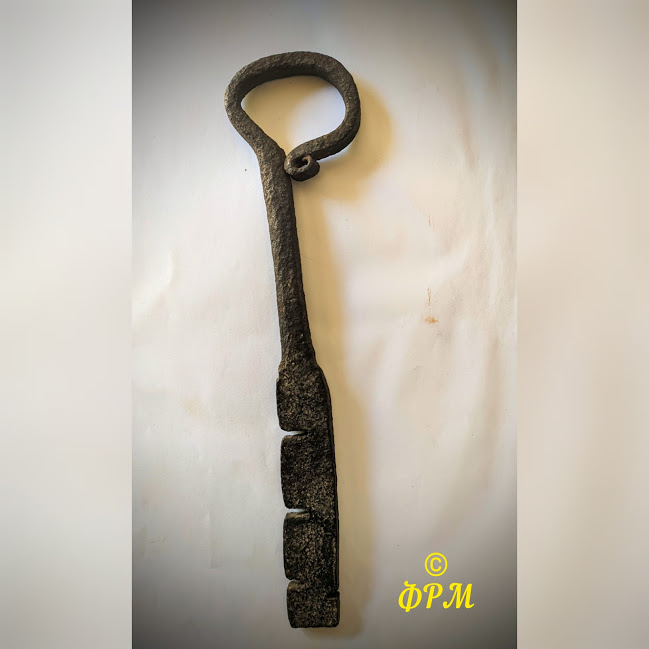
Ключ із кованого металу (ймовірно від замка дверей старої дерев'яної церкви).

Будівництво теперішньої кам'яної мурованої церкви розпочато у 1812 році, коли було освячено її наріжний камінь.
Згідно із записом церківника Годинки у старому Євангелії—церкву збудовано у 1847 році і тоді ж її було освячено— у свято Різдва Пресвятої Богородиці, яке з тих пір є храмовим святом у селі.
Храм «оправлено» у 1876 році (про що свідчить напис на стіні у кімнаті куратора), оновлено в 1912 році за священника Лисишина Георгія, та у 1936 році за священика Рудольфа Кабація, коли видатки склали 20 тис. корон. Спочатку церква була вкрита шинглами, потім етернітом, згодом бляхою. У 2010 році повністю замінено покрівлю церкви на нову— більш якісну, а також купол дзвіниці зроблено із позолоченого металу.
У 1958 році до церкви було проведено електрику. У 1978 році за священика о. Василя Терпая, кураторів Івана Бакасі та Івана Вербича художник Ф. Решетар із сином оновили малювання інтер'єру. Гарний Іконопис очищено, але не перемальовано. Цю роботу виконали художник Олег Гораль та золотарі Василь Гладун та Ігор Мозель.
Неподалік церкви у заросшому кущами яру, ймовірно біля розташування старої деревяної церкви, знайдено старий та досить добре зберігшийся кований залізний ключ, який своїми розмірами нагадує ключ від якогось великого замка (ймовірно дверей старої церкви).
Згідно із написом на одному із дзвонів, він був відлитий у 1924 році в пам'ять про Першу світову війну (1914—1918р.р.), у якій у тому числі брали участь і мешканці села, деякі з яких загинули чи пропали безвісти на полях її битв. Також на іншому дзвоні написано, що він був відлитий за кошти вихідців села— трудових емігрантів у США (які виїхали у Сполучені Штати Америки на заробітки).
У 2018р. стараннями церковної громади та священника о.Михайла Подгорського при вході у церкву на стіні розміщено мармурову таблицю із списком -хронологією греко-католицьких священників, які служили у церкві з моменту її побудови до сучасного періоду. Також, зроблено мощену тротуарною плиткою доріжку від воріт з вулиці до входу церкви. Було оновлено та освячено хрест на кладовищі неподалік церкви під час Богослужіння в честь Дня пам'яті померлих (листопад 2018р.)
Церква та сільська греко-католицька релігійна громада належить до Мукачівської греко-католицької єпархії [Архівовано 21 січня 2021 у Wayback Machine.].
Греко-католицькою релігійною громадою встановлено великий 13-ти метровий металевий Хрест із Розп'яттям на найвищій точці біля села- на пагорбі, який місцеві жителі називають «Вовковойський берег» (висота 192 метра н.р.м.) у честь відзначення Хресної Дороги Ісуса Спасителя.
У 1990-ті роки парохом храму був священник Йосип Уйгелі, репресований та засуджений у радянський період, реабілітований у 1992 році.

## Відомі уродженці села

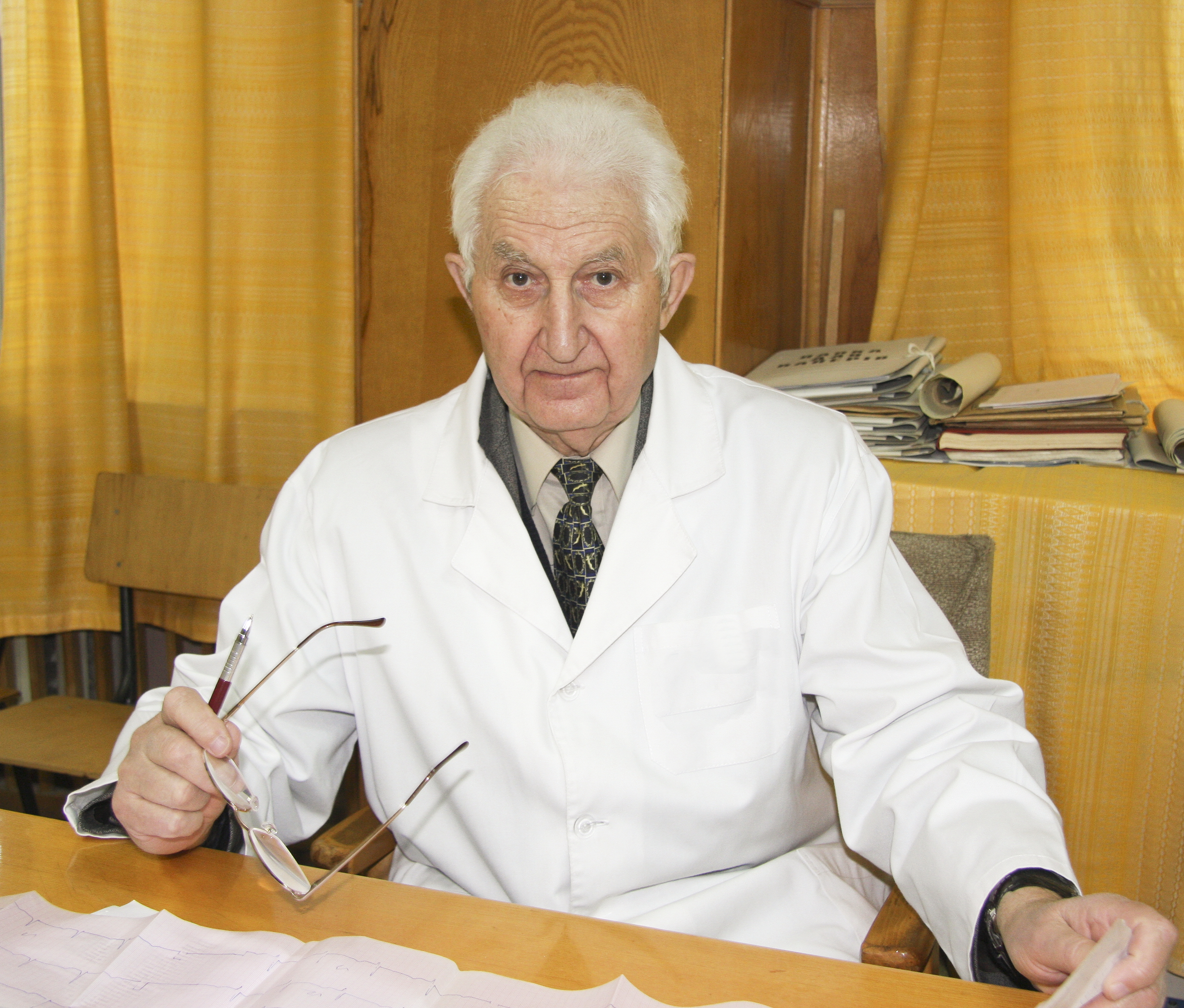
Фатула Михайло Іванович

- ФАТУЛА Михайло Іванович-(15.09.1932р. c.Вовкове́ (Вōвково́ї)- 31.03.2024р. м. Ужгород). Відомий вчений і лікар-кардіолог, доктор медичних наук, професор, з 1979р. по 2000р. очолював кафедру факультетської терапії Ужгородського національного університету[86], заслужений лікар України, академік відділення фундаментальних проблем медицини Академії наук Вищої школи України[87],[88]. Наукова робота Фатули М. І. була пов'язана із вивченням захворювань серцево-судинної системи населення Закарпаття, у тому числі гіпертонічної хвороби. Був піонером досліджень «сольової» артеріальної гіпертензії у людей. Ним вперше в колишньому СРСР на популяційному рівні вивчено роль хлориду натрію в розвитку гепертонічної хвороби, розроблено методи її первинної та вторинної профілактики. Обґрунтував наявність в Карпатах регіону із високою захворюваністю на артеріальну гіпертензію при надходженні в організм людей надлишкової кількості хлориду натрію.Тема докторської дисертації "Гипертоническая болезнь и поваренная соль «(25-летнее клинико-проспективное наблюдение)». Також вивчав вплив препаратів, у тому числі вплив фітозборів на хворих з різними захворюваннями серцево-судинної системи (нейроциркуляторна дистонія, гіпертонічна хвороба, хронічна серцева недостатність). Автор понад 250 наукових публікацій, опублікованих у фахових медичних виданнях, у тому числі 2-ох монографій, 12 патентів, двох ліцензій на лікування хворих, чотирьох навчально-методичних посібників, затверджених Міносвіти і науки України. У 1986 році брав безпосередню участь у ліквідації наслідків аварії на Чорнобильській АЕС. Підготував п'ятьох кандидатів і одного доктора медичних наук. Нагороджений урядовими нагородами: орденом Леніна, медалями «За доблесний труд», «Ветеран праці», «За розвиток регіону». Обирався депутатом Ужгородської міської ради у 1985—1990 р.р..[89],[90]
- ДОЛГОШ Степан Степанович[91] (24 серпня 1935р., с. Вовкове́ (Вōвково́ї)— 19 квітня 1990р. м. Ужгород)— лікар-хірург, доктор медичних наук (1981р.), професор (1982р.). Із 1978 до 1990 року очолював кафедру факультетської хірургії Ужгородського Державного Університету. Основний напрямок наукових досліджень Долгоша Степана Степановича— інтенсивна терапія гострої непрохідності брижових судин. Брав участь у написанні колективної праці «Практическая лимфология» (м. Баку, 1982 р.). На честь професора Долгоша Степана Степановича названа одна із вулиць у селі Вовкове́.
- ШПОНТАК Іван Іванович (псевда: «Залізняк», «Леміш», «Дубровник», «Остап») (12 серпня 1919р. с. Вовкове (Вовково́ї) Чехословацька Республіка — 14 квітня 1989р., м. Вел. Капушани (Словаччина). Курінний УПА, командир ТВ-27 «Бастіон», командир сотні, згодом куреня «Месники», шеф штабу ВО-6 «Сян».
- ТОВТИН Володимир Юрійович[92]— відомий закарпатський письменник-гуморист, автор численних книжок та збірок[93];
- ФАТУЛА Андрій Васильович[94]— кандидат юридичних наук, голова правління Міжрегіональної громадської організації «Об'єднання русинів» (Російська Федерація) та член Русинського московського земляцтва «Карпатська Русь» (Росія);
- КАРДОШ Едуард Юрійович— кандидат політичних наук, доцент Львівського торговельно-економічного університету (колишня Львівська комерційна академія)[95].
- ДОЛГОШ Йосиф Степанович[96]— нейрохірург першої категорії, лікар-нейрохірург приймального відділення Обласного клінічного центру нейрохірургії та неврології (м. Ужгород, Закарпатська обл.);
- ФАТУЛА Михайло Михайлович[97] (1953—1997)— закарпатський журналіст та правоохоронець, член Національної спілки журналістів України, старший редактор Закарпатського обласного телерадіокомітету у 1976—1983 р.р.; старший інспектор з особливих доручень Центру громадських зв'язків Управління МВС України в Закарпатській обл., підполковник міліції (1983—1997 р.р.). (на фото -1996 р.[98]);
- ПРОКОПЕЦЬ Степан Петрович[99] (1968—1995)— старший сержант міліції спецпідрозділу «БЕРКУТ», який трагічно загинув у 1995 р. під час виконання службового обов'язку по охороні громадського порядку та прізвище, ім'я якого викарбувано у списку на пам'ятнику загиблим при виконанні працівникам органів внутрішніх справ[100] у м. Ужгород.
- ЖОЛТАНІ Іван Іванович (1956—2020)— музикант-гітарист[101],[102]— учасник закарпатських музичних вокально-інструментальних ансамблів (ВІА) (на фото)[103] кінця 1970-х—1980-ті р.р. ХХ ст., у тому числі: ВІА «КОСОВІЯ»[104], ВІА «Орфей» (Будинок культури смт. Середнє) та інших, які брали участь у обласних конкурсах та масових культурно-розважальних заходах із популярною, «живою» вокально-інструментальною музикою тих часів.

## Туристичні та цікаві місця
- Церква Різдва Пресв'ятої Богородиці (1847р)  греко-католицької релігійної громади села Мукачівської Греко-католицької Єпархії.
- урочище Гурка, де на правому березі річки Веля (В'єла) у 1380-х роках, за легендами, був монастир католицького ордену Святого Павла.
- місце де колись проходила вузькоколійна залізниця Ужгород — Анталовці, збудована у 1916 р.
- дві каплички на честь Пресв'ятої Богородиці Діви Марії, а також Хрести, встановлені греко-католицькою релігійною громадою села в честь Господа і Спасителя Ісуса Христа.
- В українському газеті-щоденнику «SVOBODA» (Свобода) №88 за 9 травня 1997р., який видавався у Джерсі-Сіті і Нью-Йорк (США) повідомлялося, що у вікні житлового будинку у селі Вовкове з'являвся образ Божої Матері. Старші люди розповідали, що на тому місці колись була каплиця.[105]

## Галерея фото

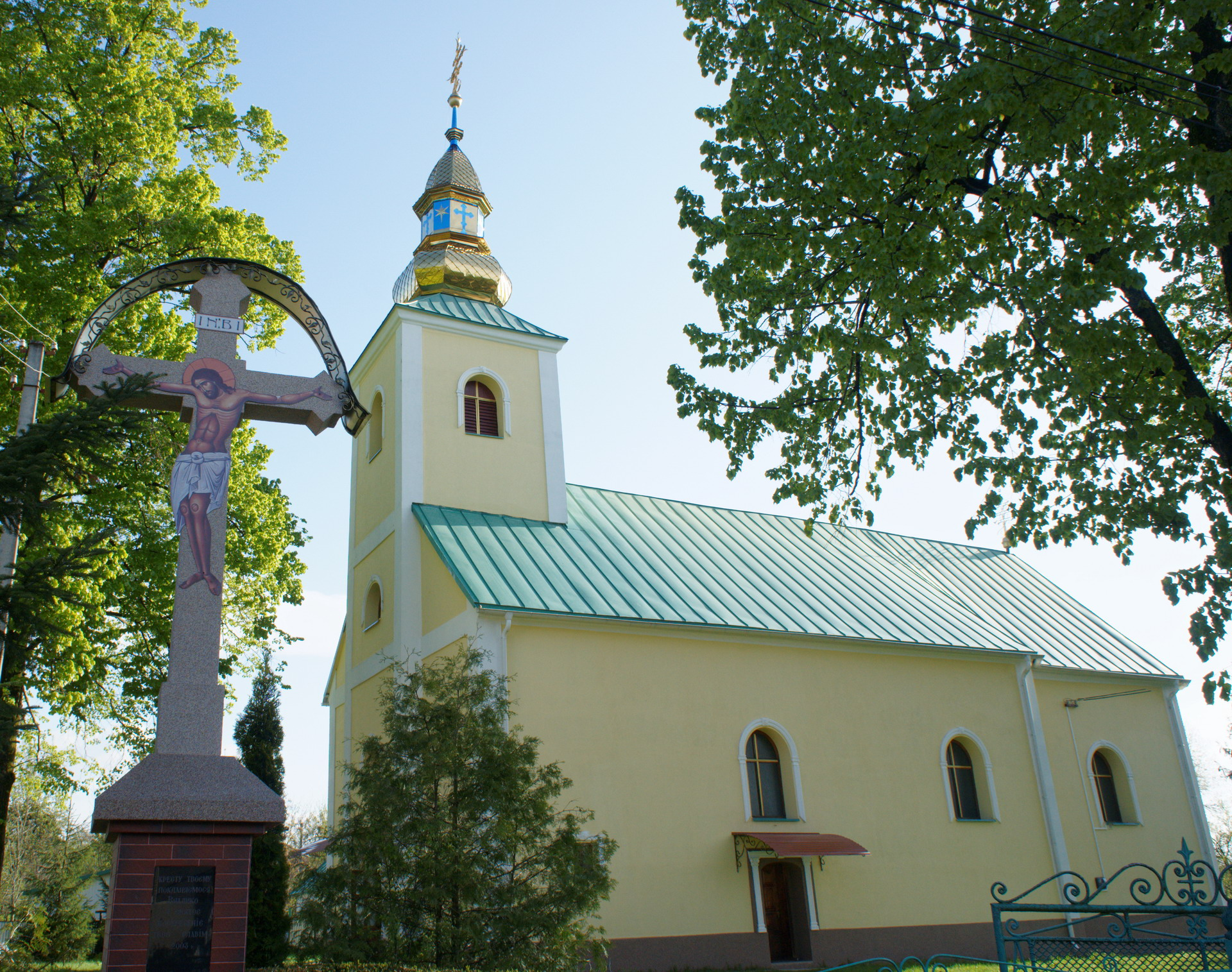
Церква Різдва Пресвятої Богородиці 1847 р. (фото 2017 р., //(фото з архіву Фатула Романа Михайловича).
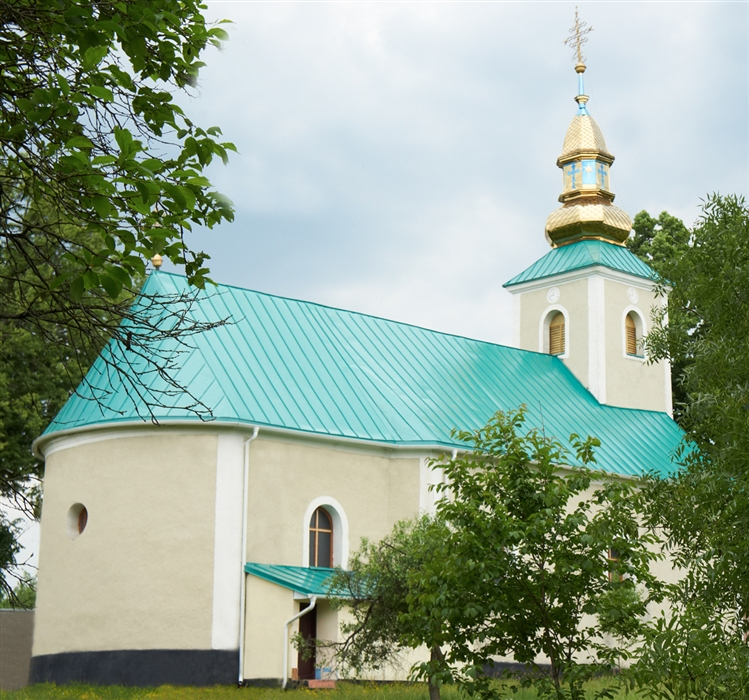
Церква з іншого боку. (фото 2017 р.) //(фото з архіву Фатула Романа Михайловича)
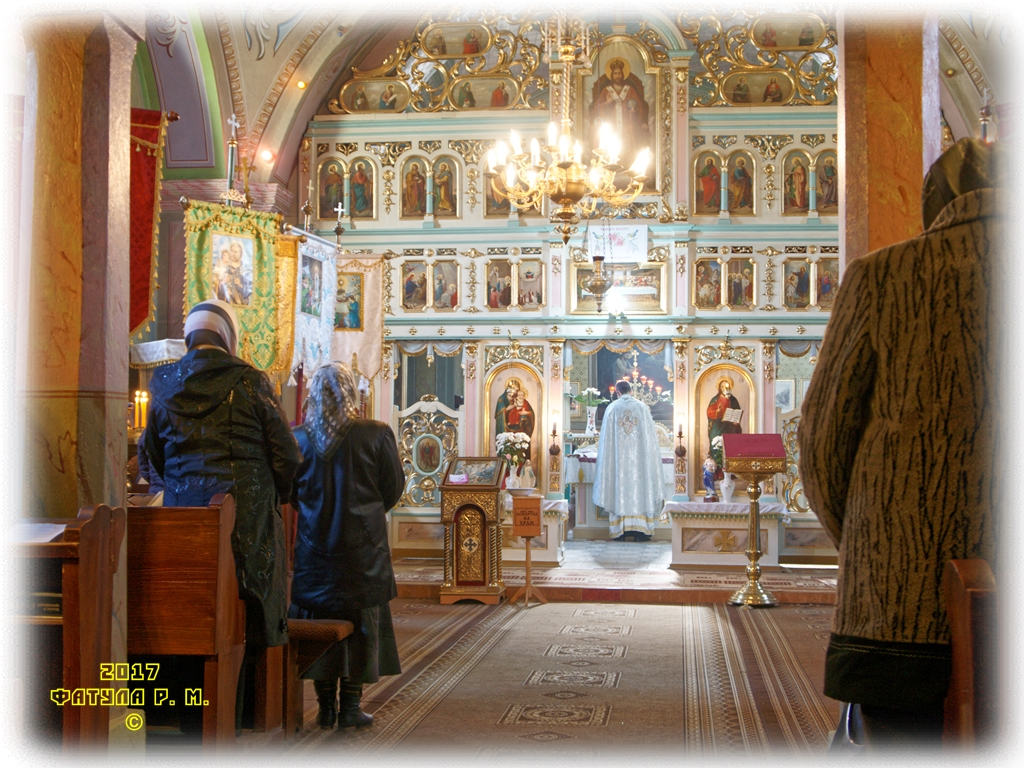
Під час Богослужіння у церкві. (2017р.)// (фото з архіву Фатула Романа Михайловича)
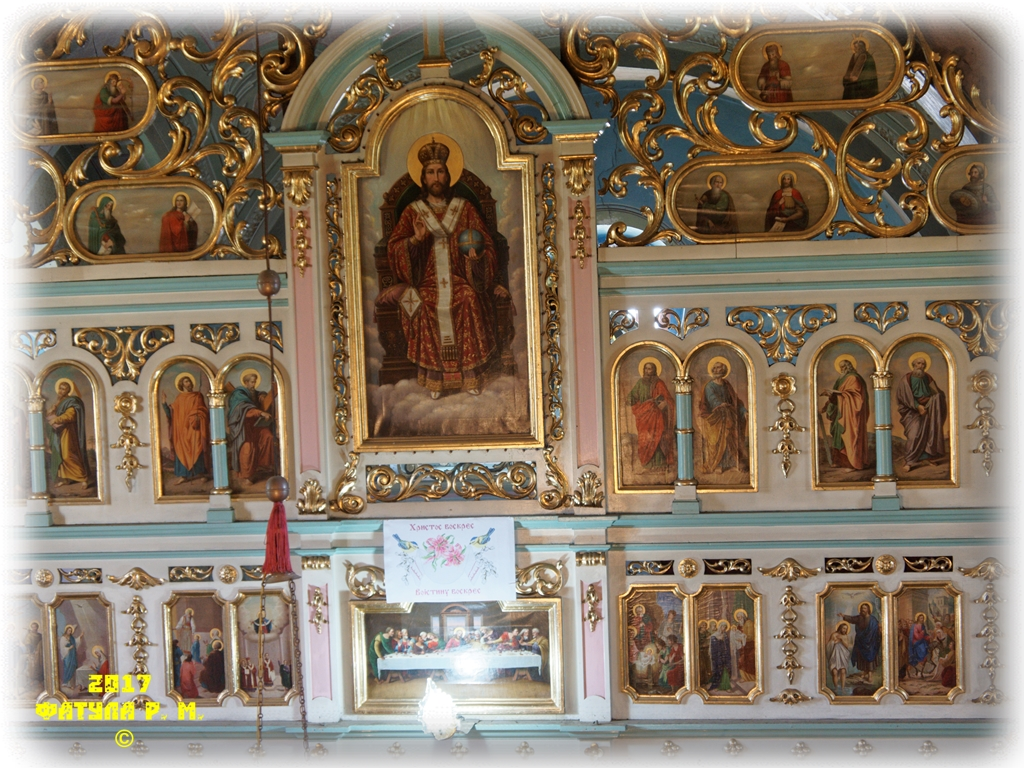
Іконостас у церкві. (2017р.) //(фото з архіву Фатула Романа Михайловича)
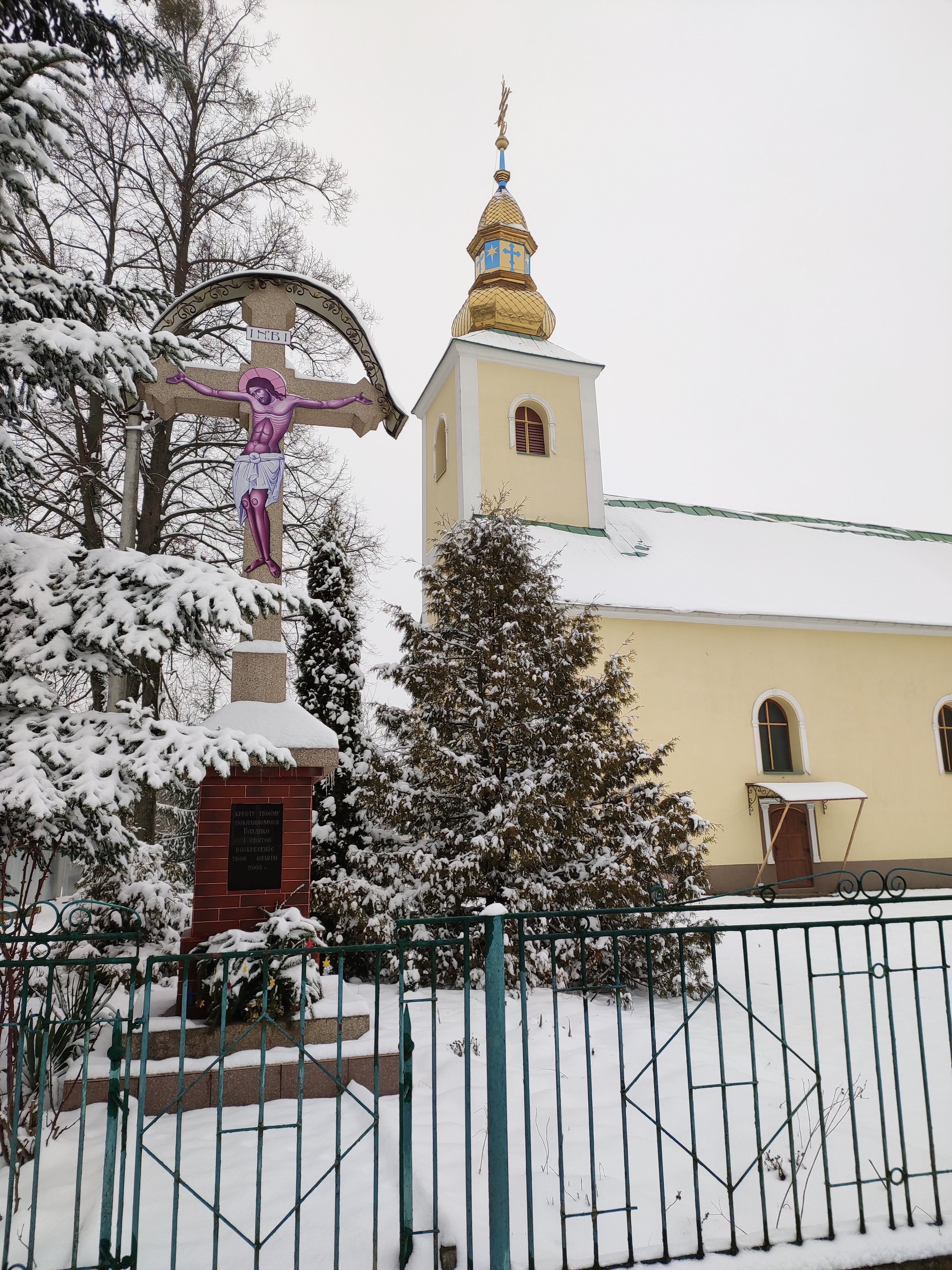
Церква, зима 2021р.//(фото з архіву Фатула Романа Михайловича)
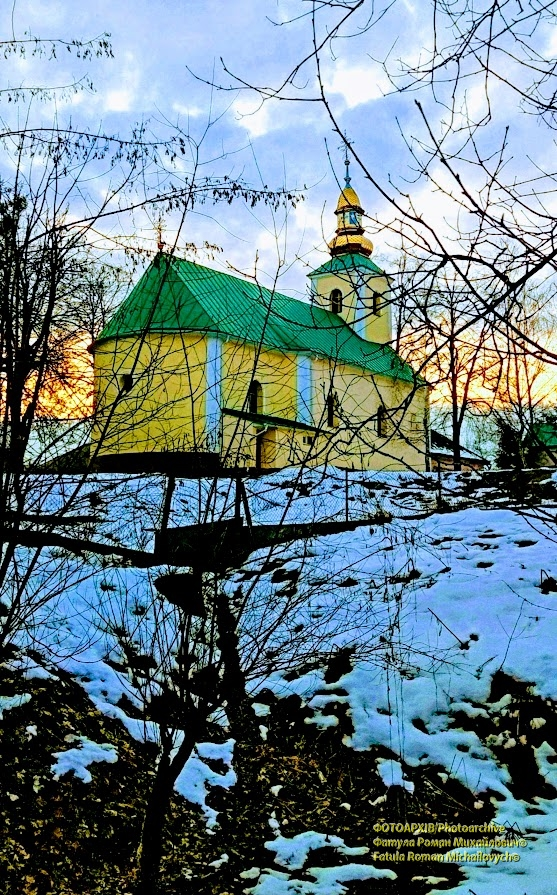
Церква взимку, 2019 р.// (фото з архіву Фатула Романа Михайловича)
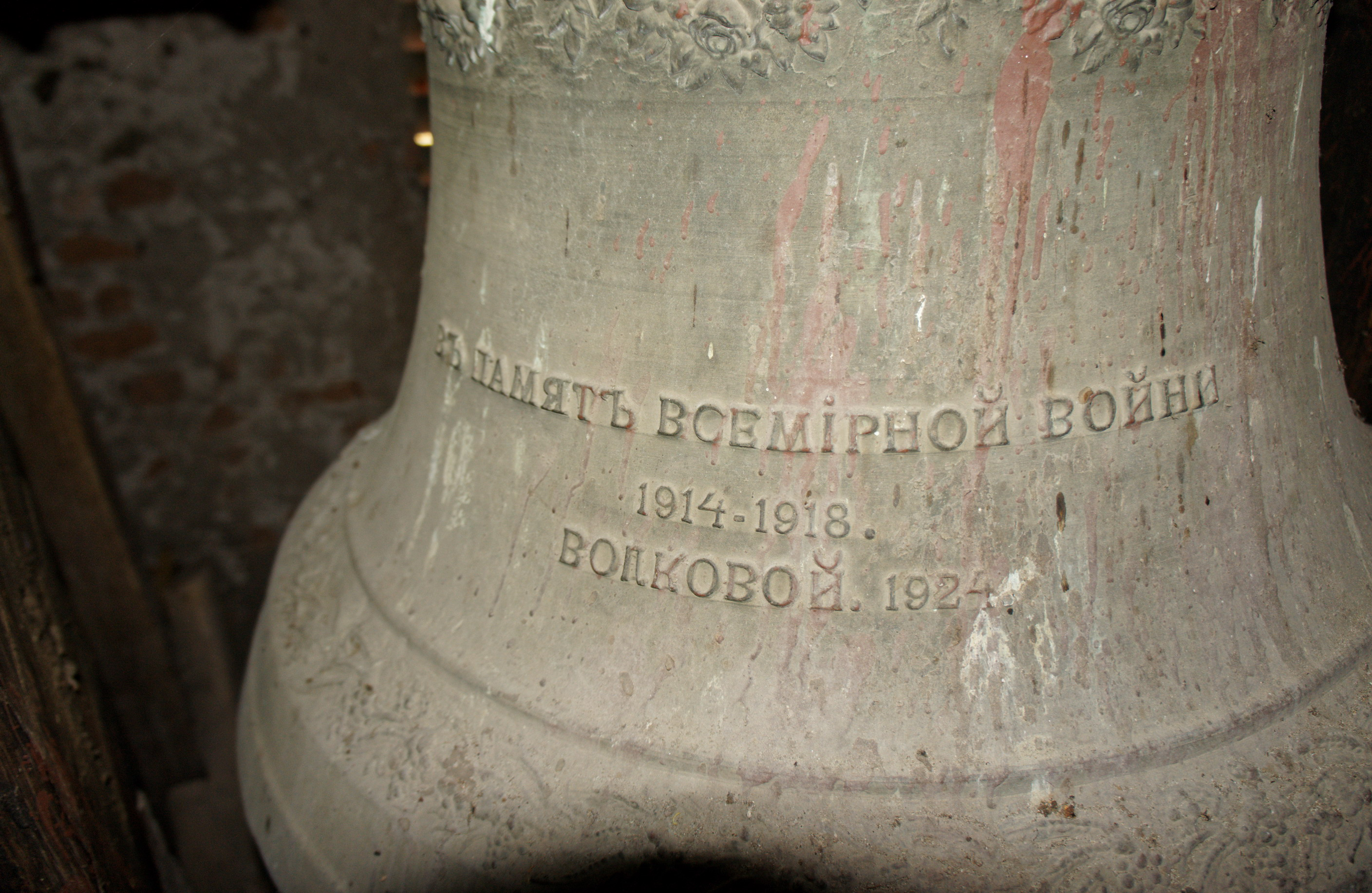
Дзвін сільської церкви з написом «В память Всемірной Войни 1914 - 1918». Волковой 1924 //(фото з архіву Фатула Романа Михайловича)
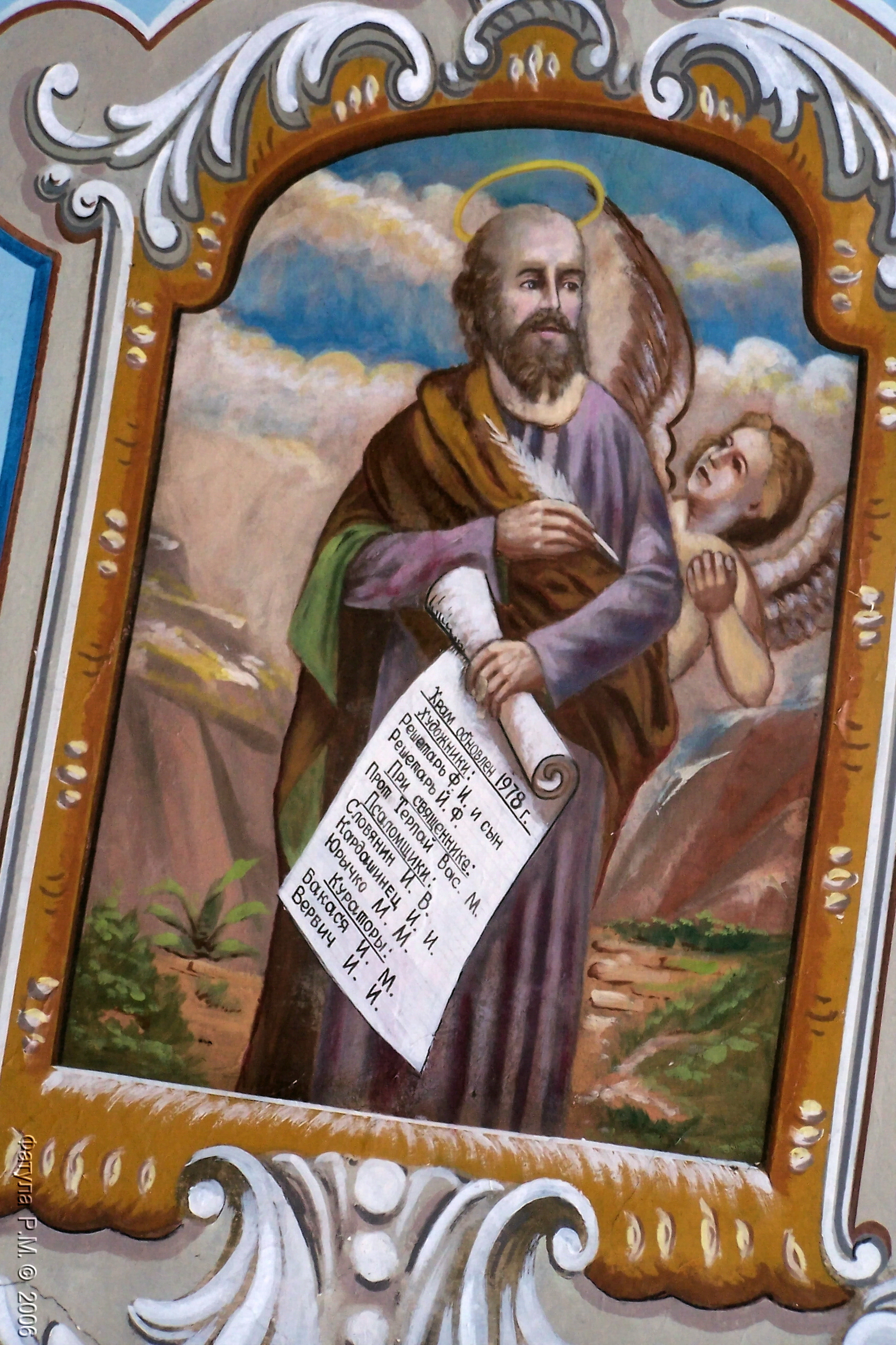
Напис на стелі церкви про оновлення її у 1978 р. Вказані прізвища художників, священника, кураторів, псалмарів.// (2008 р.,фото за архіву Фатула Романа Михайловича)
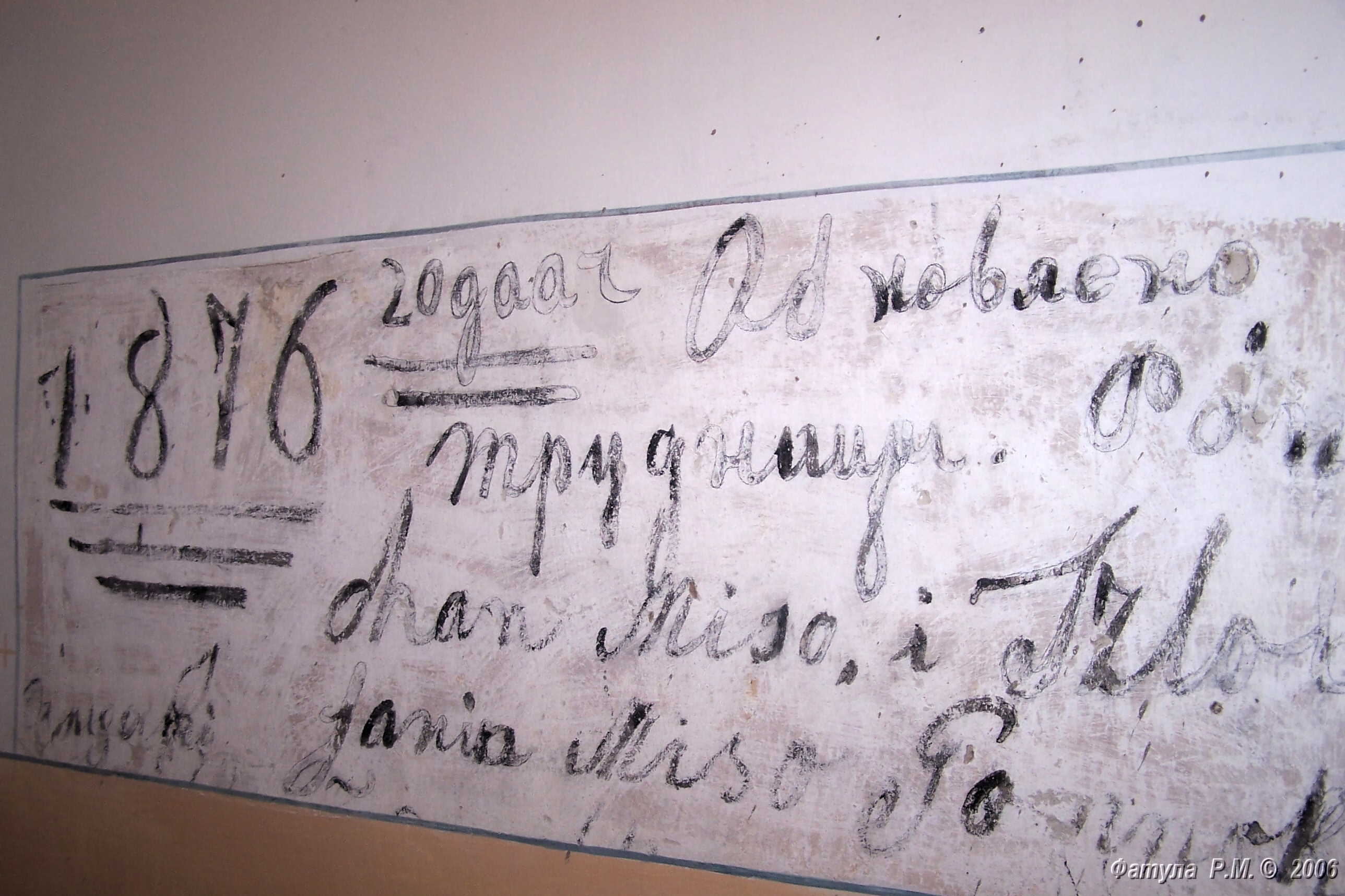
Напис на стіні церкви у кімнаті куратора про те, що у 1876 році церкву було "оновлено".( Фото 2017 р.)// (з архіву Фатула Романа Михайловича)
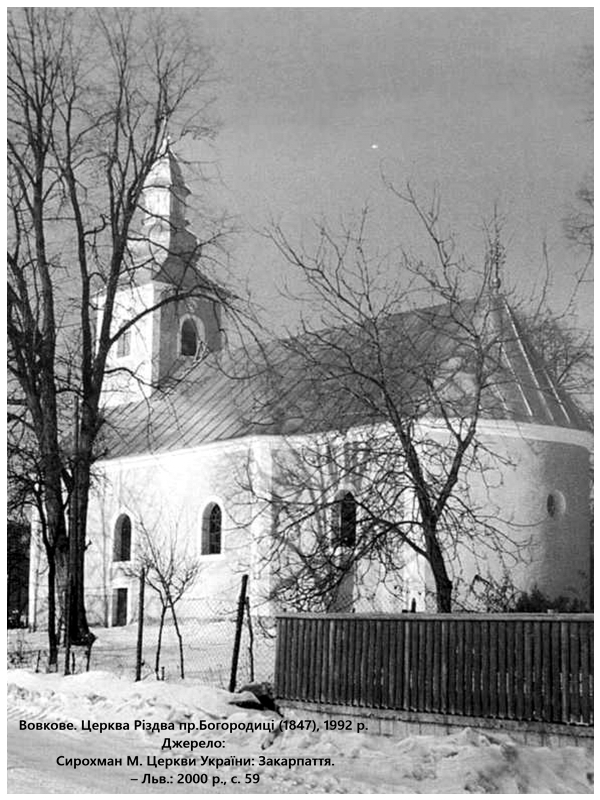
Вовкове. Церква Різдва пр. богородиці, 1847 р. ФОТО 1992 р. Джерело: Сирохман М. Церкви України: Закарпаття. – Льв.: 2000 р., с. 59
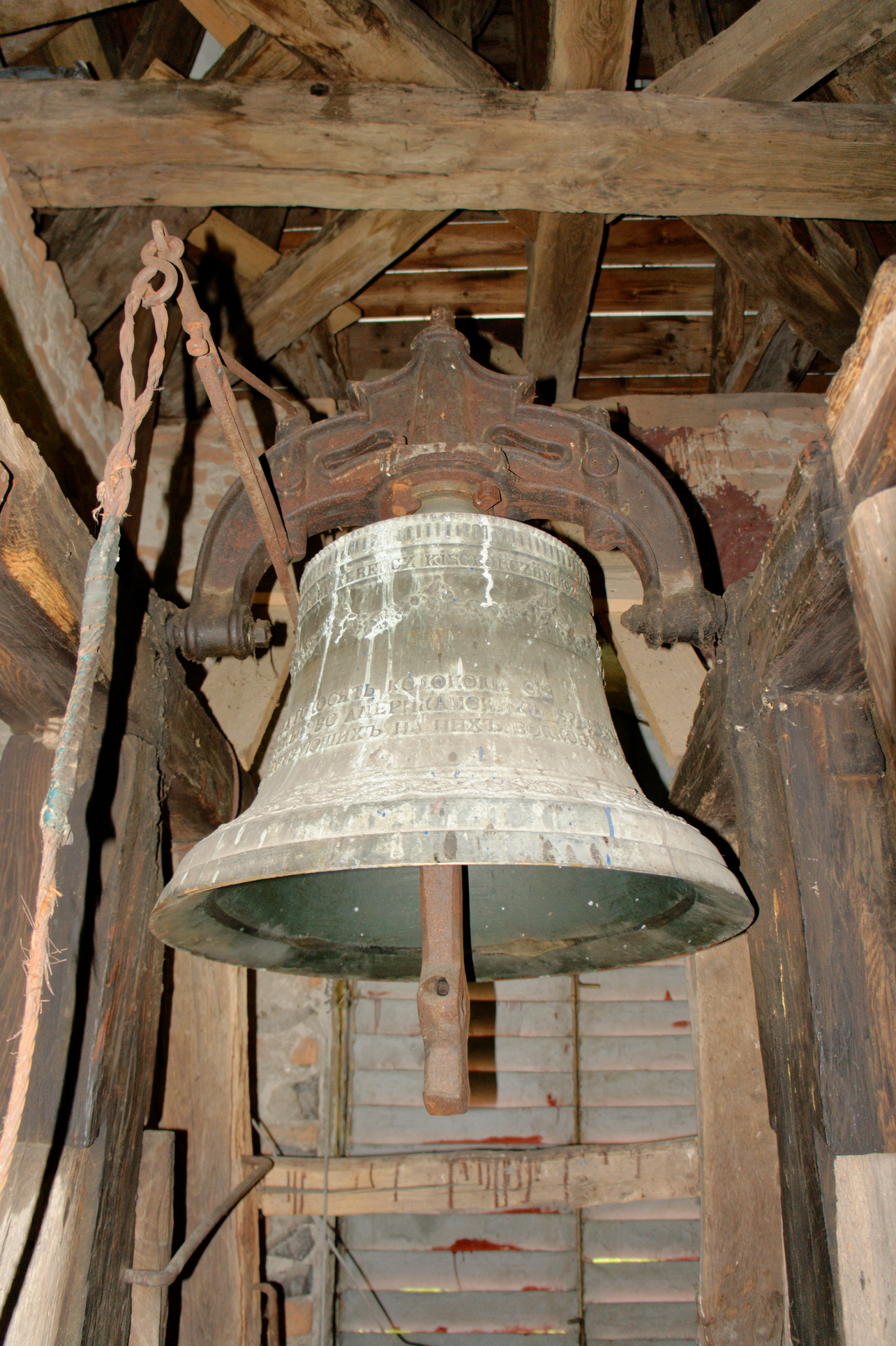
Дзвін у церкві села (у написі вказано: відлитий  за кошти мешканців-села трудових емігрантів у США). //Фото 2017 р. // ( з архіву Фатула Романа Михайловича)
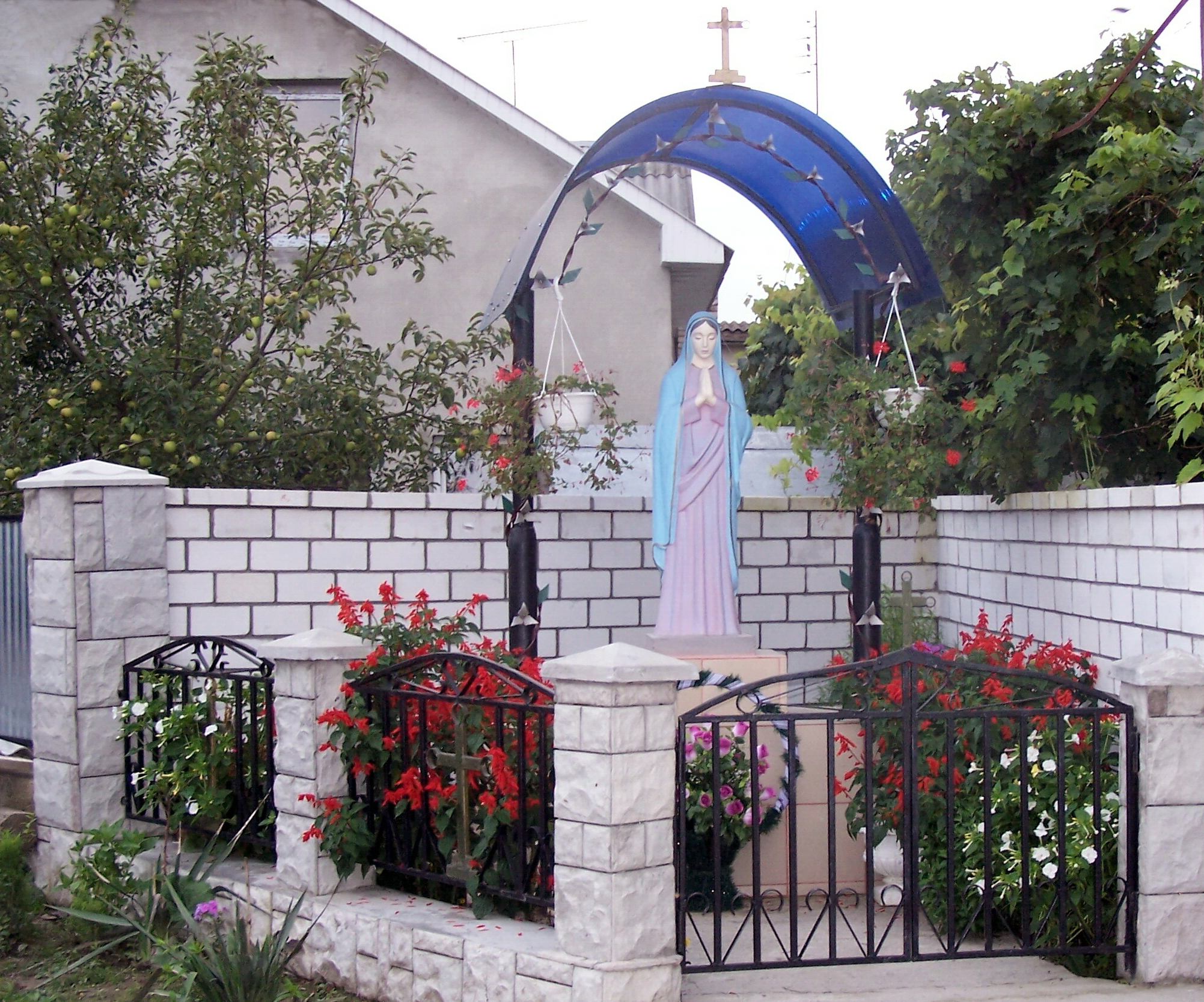
Капличка в честь Св. Марії  в центрі села  (2015 р.). // (фото з архіву Фатула Романа Михайловича)
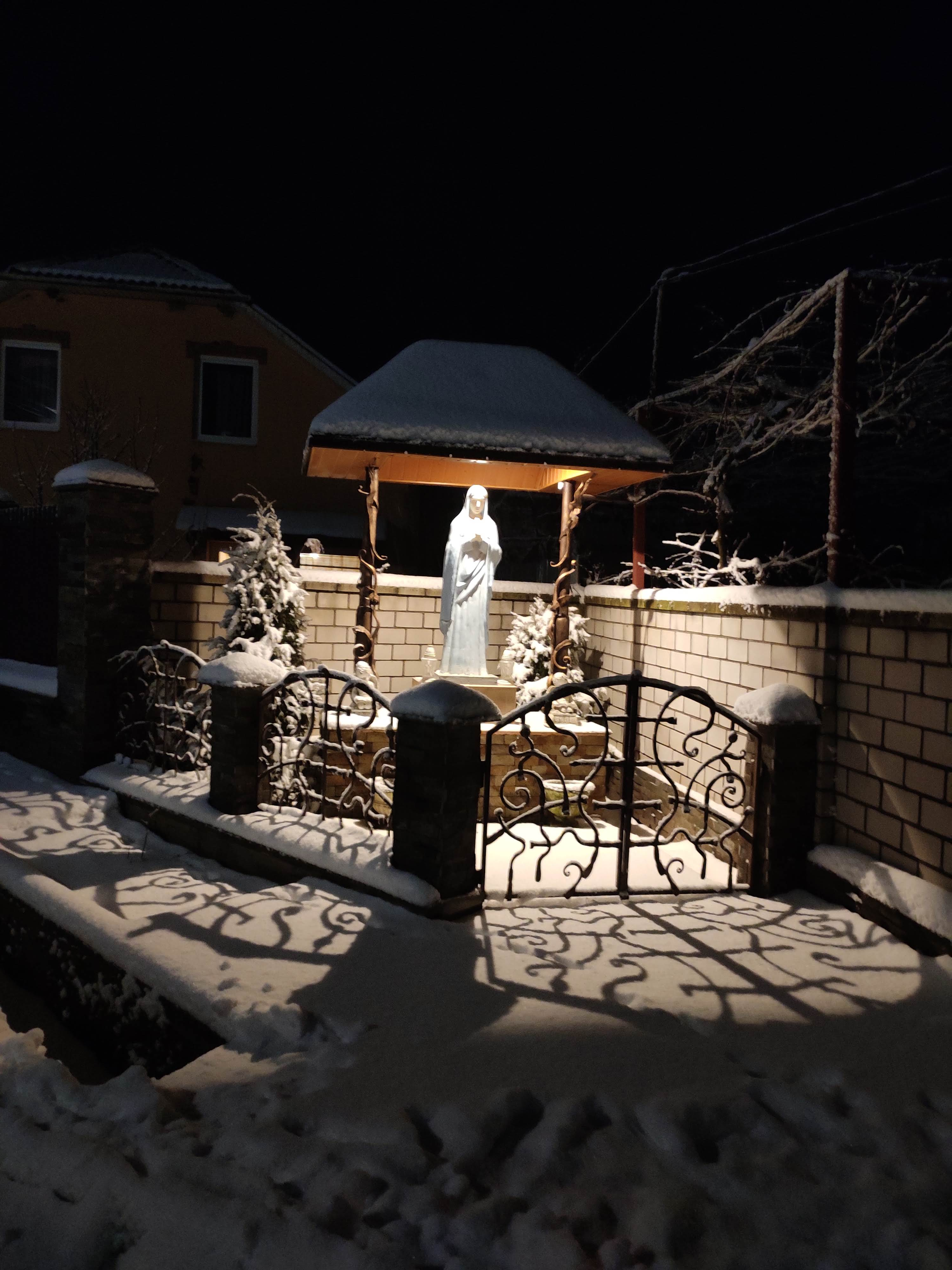
Капличка в честь Св. Марії в центрі села (фото 2021 р.). // (з архіву Фатула Романа Михайловича)
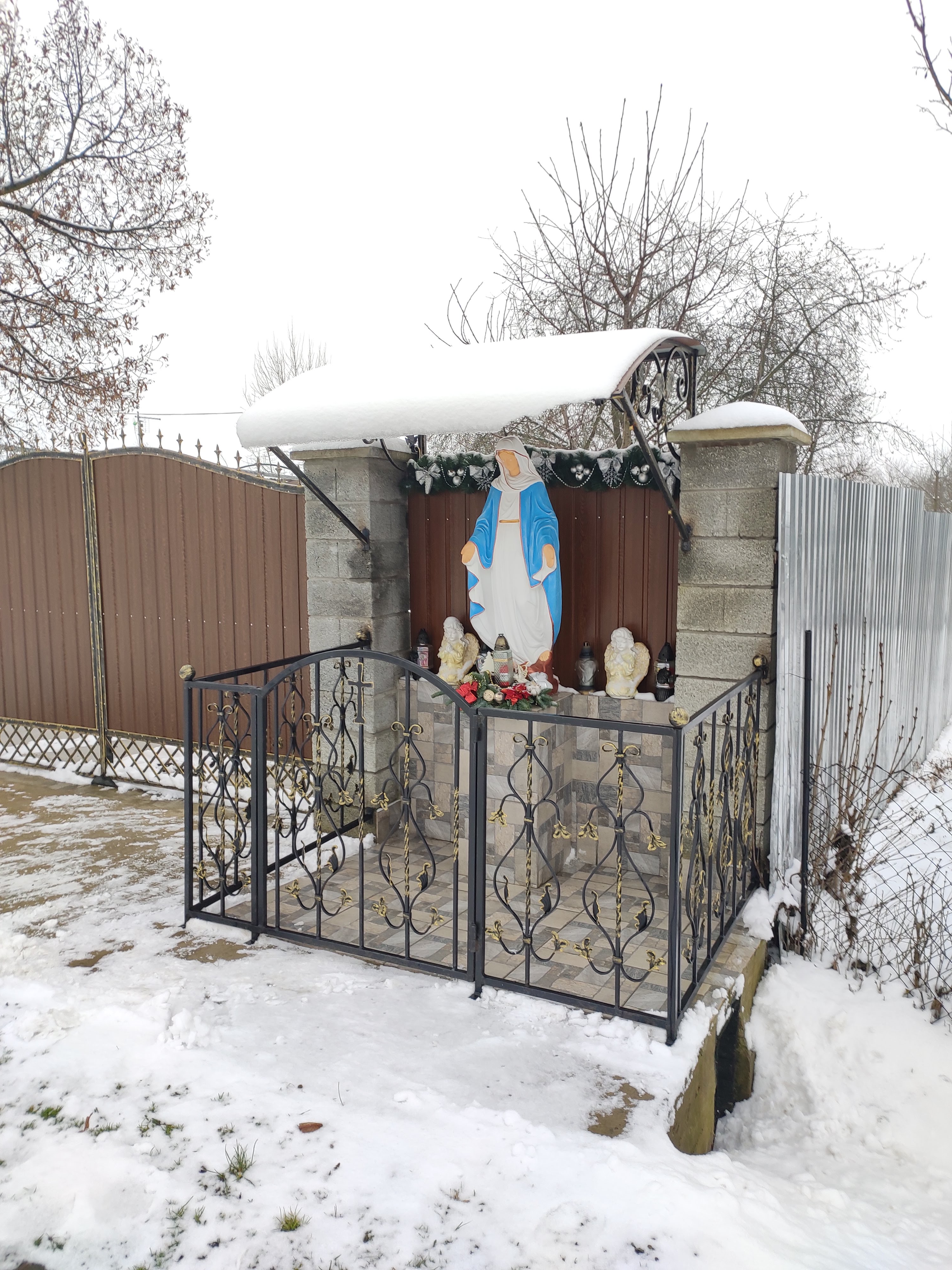
Інша Капличка в честь Св. Марії (2021 р.). //(фото з архіву Фатула Романа Михайловича)
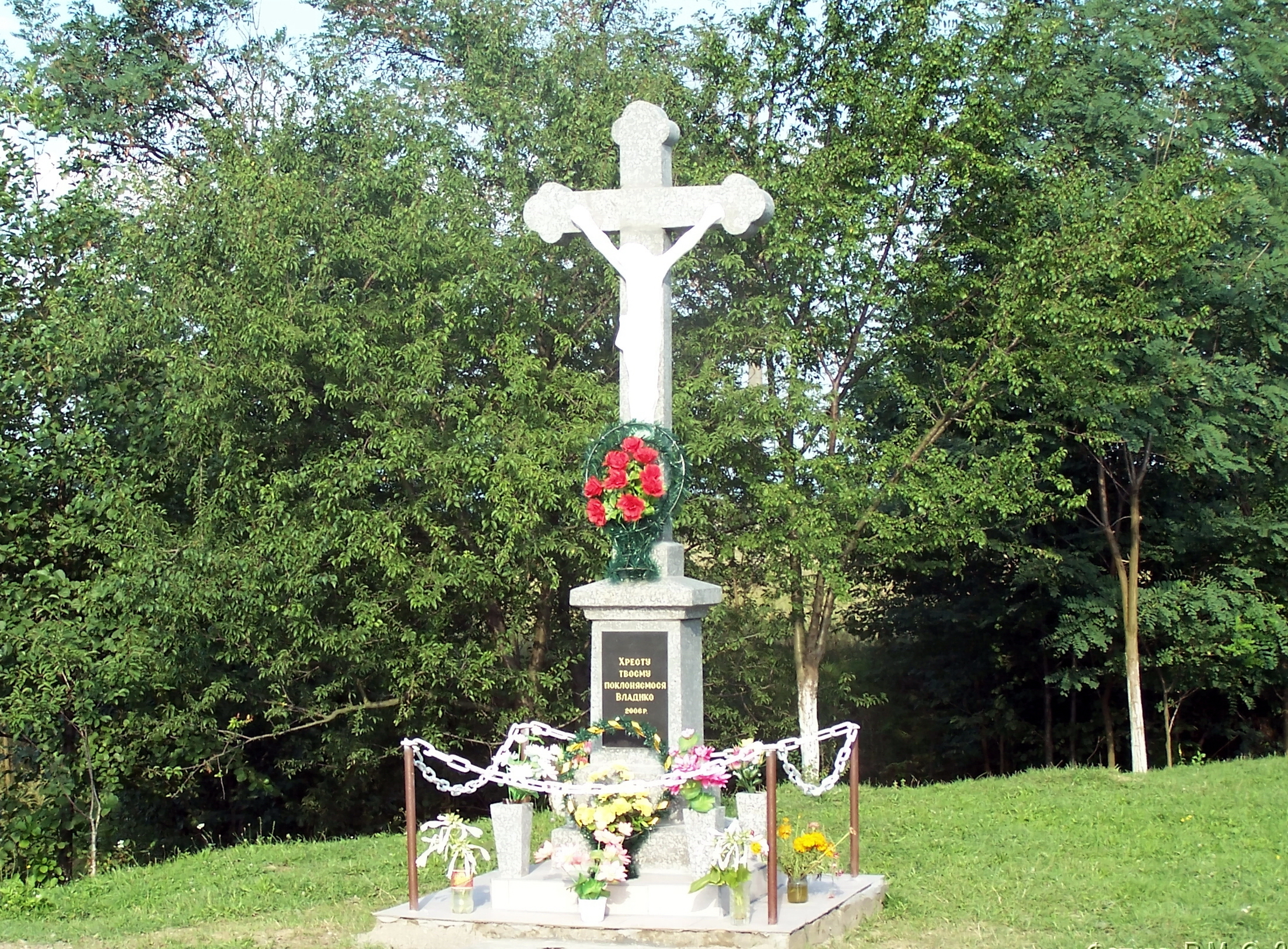
Хрест, встановлений у 2006 р. (На вул. Тайня,біля розвилки дороги до с. Дубрівка, Руські Комарівці, 2008 р.// (фото з архіву Фатула Романа Михайловича)
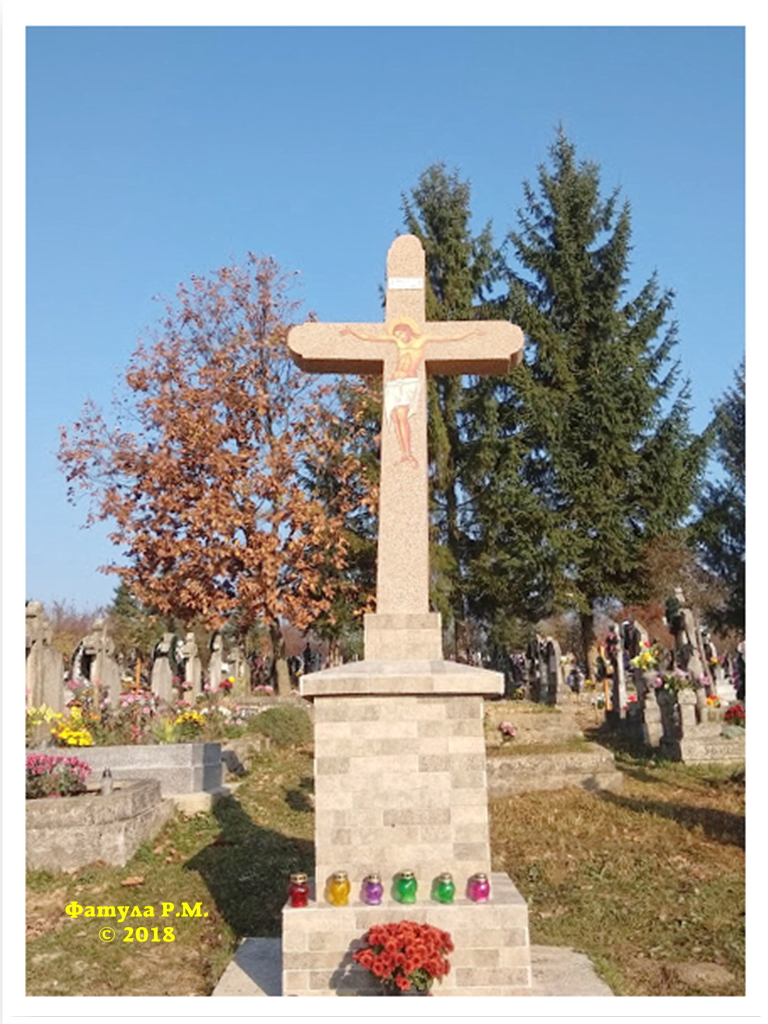
Оновлений та освячений хрест на сільському кладовищі поблизу церкви. (2018 р.) // (фото з архіву Фатула Романа Михайловича)
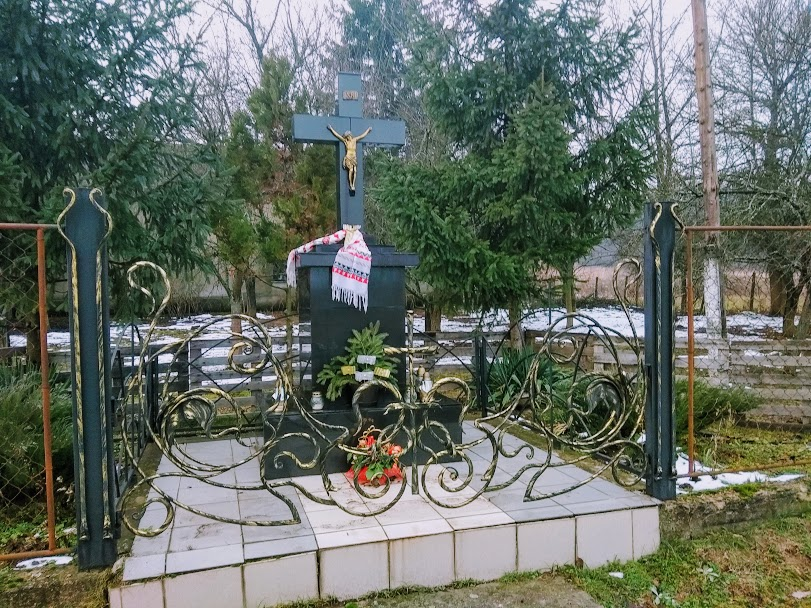
Мармуровий хрест, який встановлено при в'їзді в село з боку траси М06-E50 (2018р.) (фото з архіву Фатула Романа Михайловича)
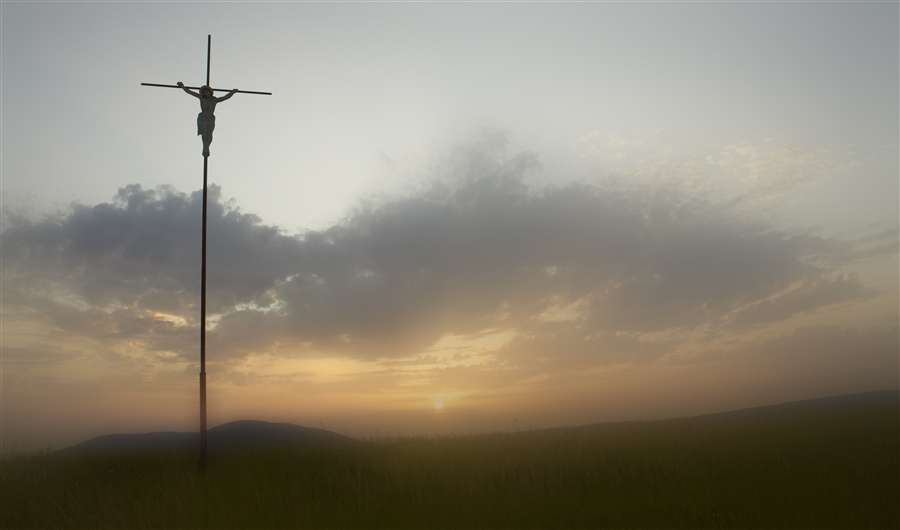
13-ти метровий Хрест в честь Хресної Дороги Ісуса Спасителя, встановлений греко-католицькою релігійною громадою села на найвищому пагорбі біля села 192 м. н.р.м.) Автор фото: Фатула Роман Михайлович, липень 2011 р.
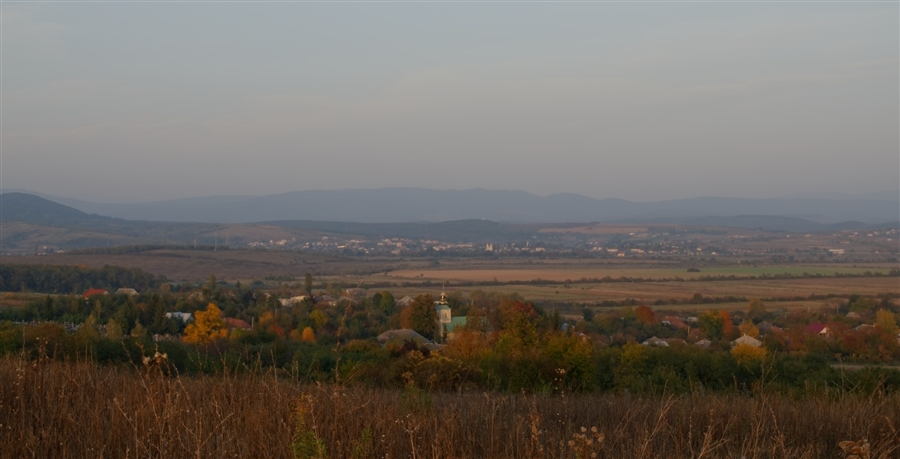
Восени поблизу  с. Вовкове́. (2018р., фото з архіву Фатула Романа Михайловича)
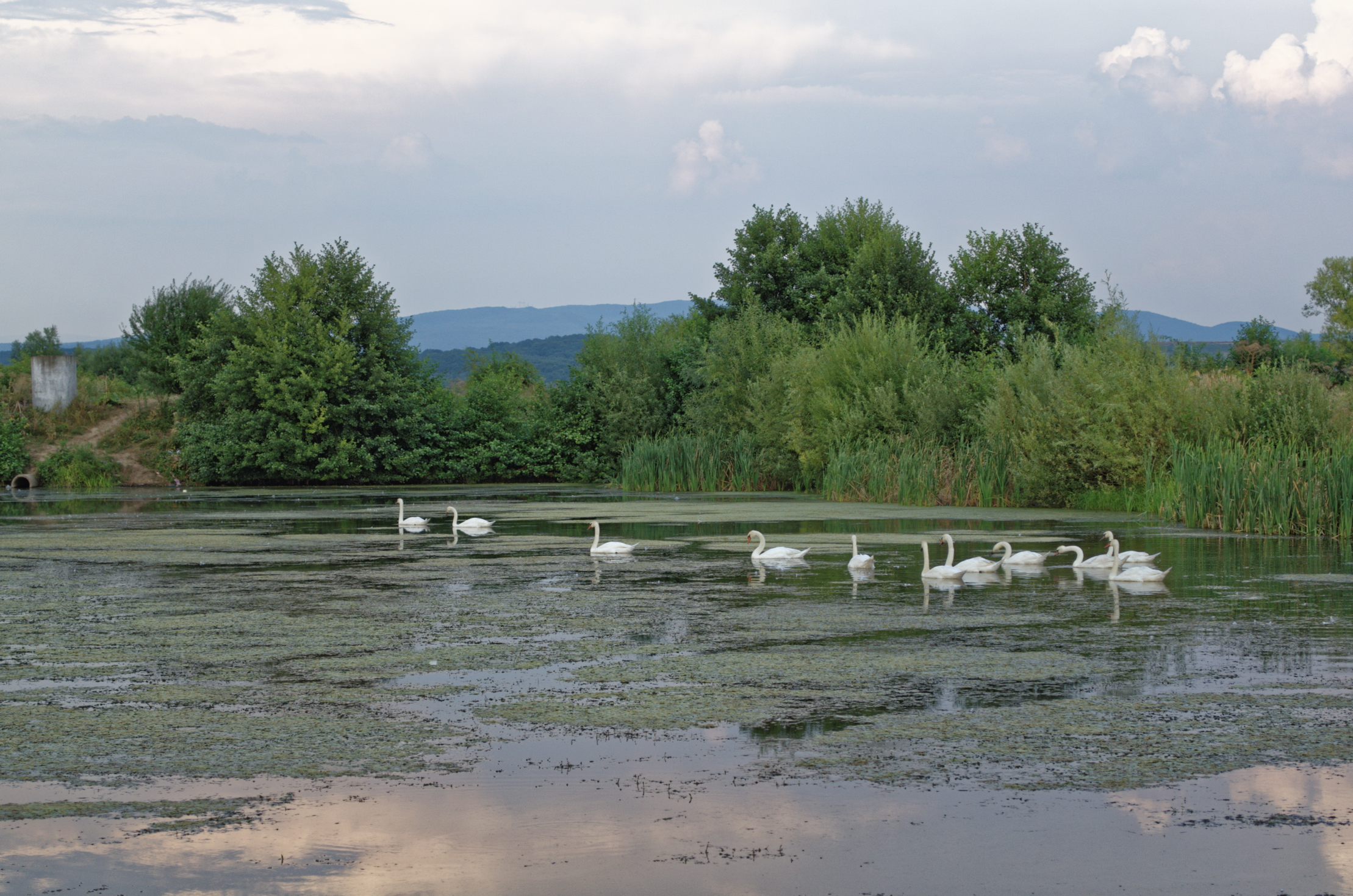
Лебеді на озерці поблизу с. Вовкове́. (2016р., фото з архіву Фатула Романа Михайловича))
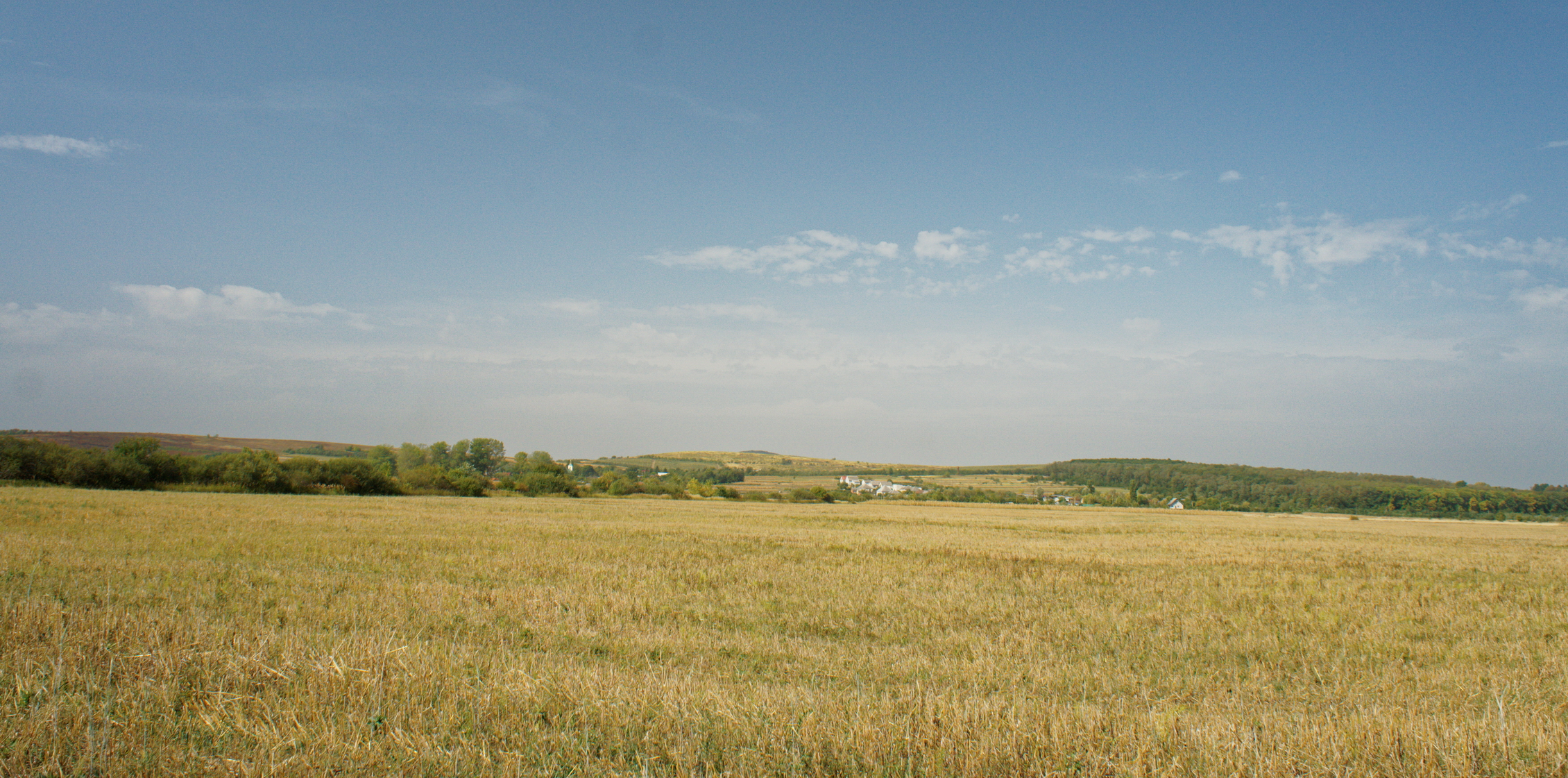
Неподалік с. Вовкове́. Поля, котрими колись протікала ріка Веля (В'єла), напрямок русла якої було змінено під час робіт по меліорації наприкінці 1960-х р.р. (2016р., фото з архіву Фатула Романа Михайловича))
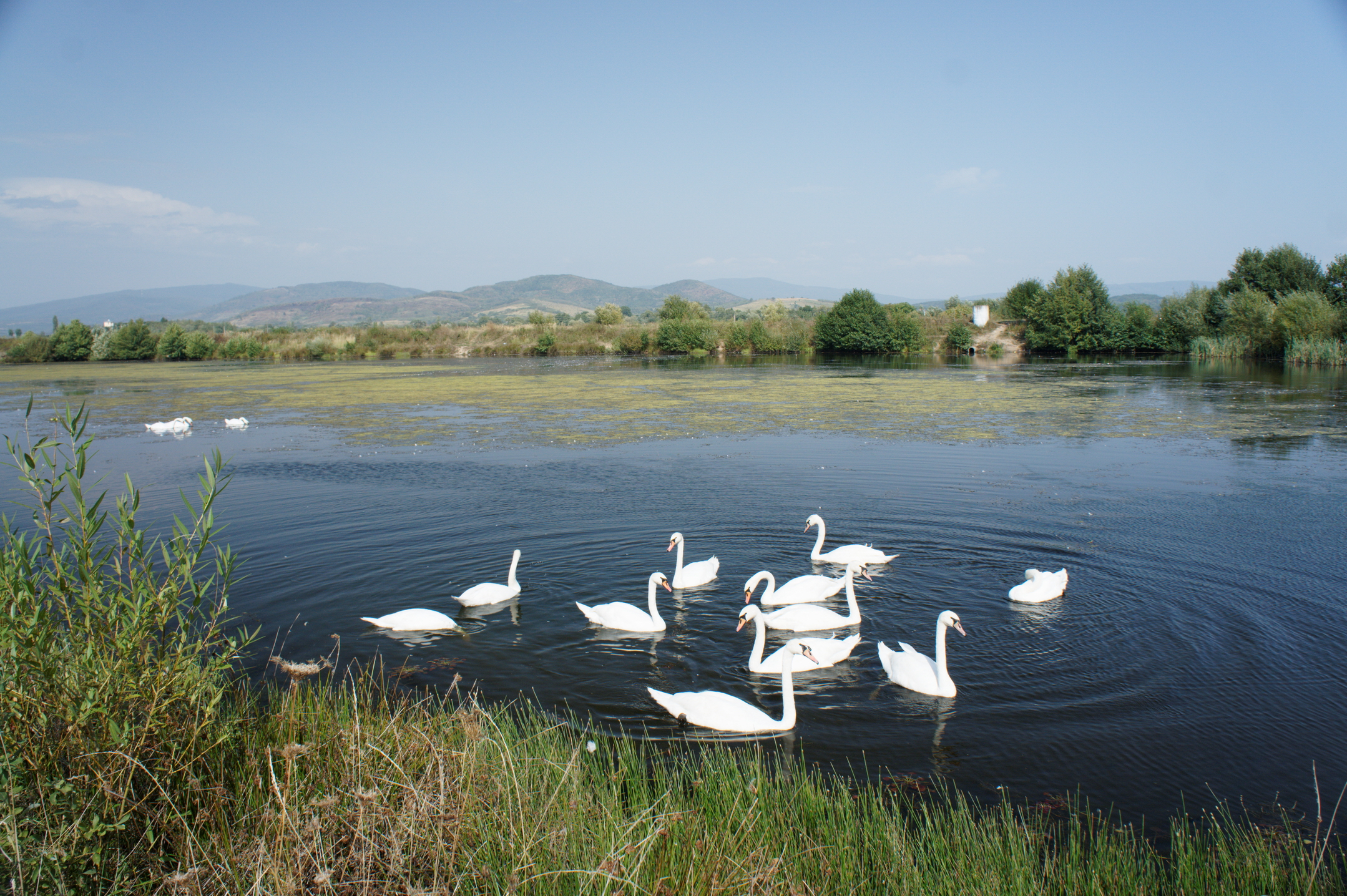
Лебеді на штучному озері неподалік с. Вовкове́. 2015 р.(фото з архіву Фатула Романа Михайловича))
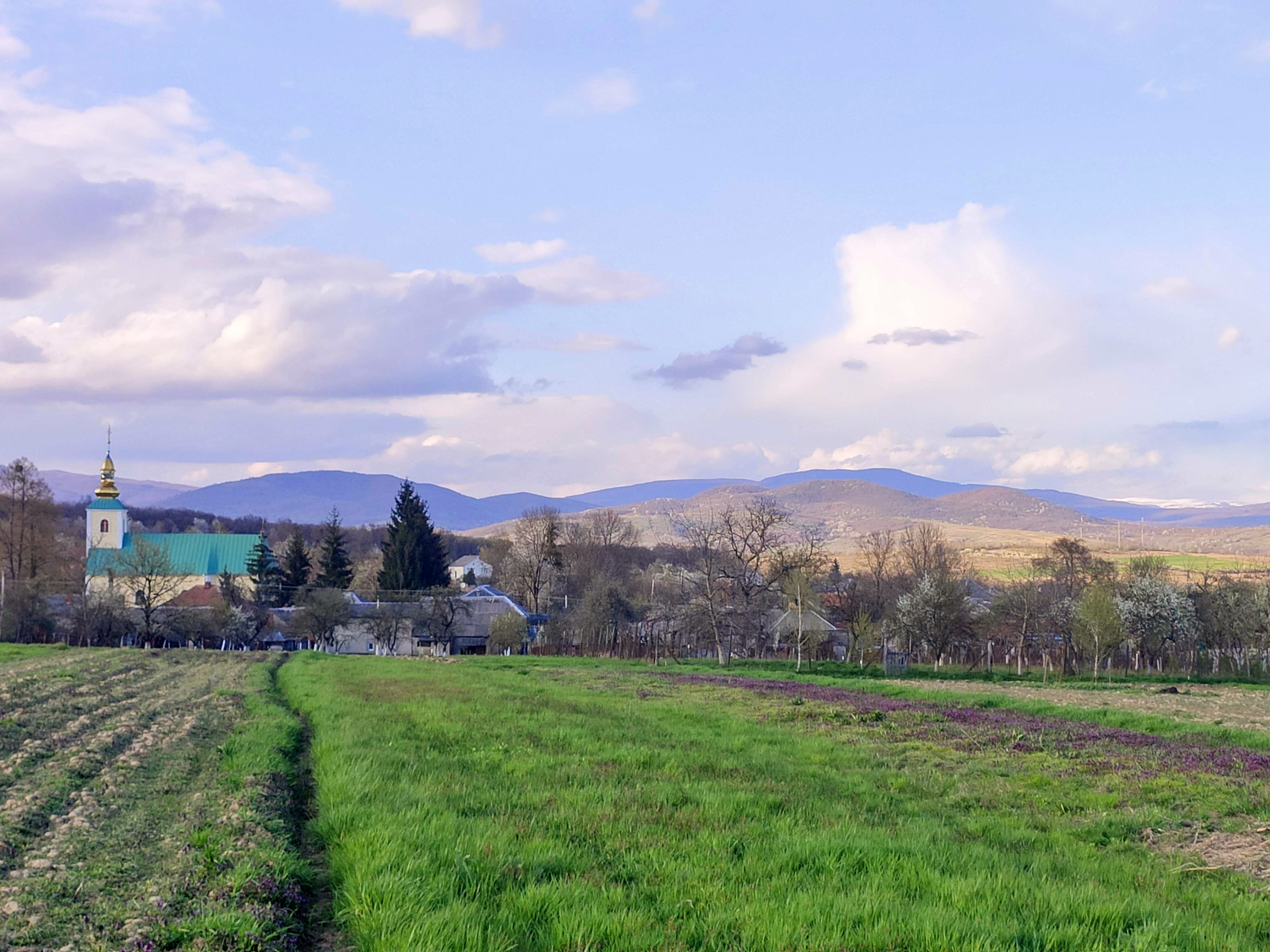
c. Вовкове, весна 2021 р.(фото з архіву Фатула Романа Михайловича).
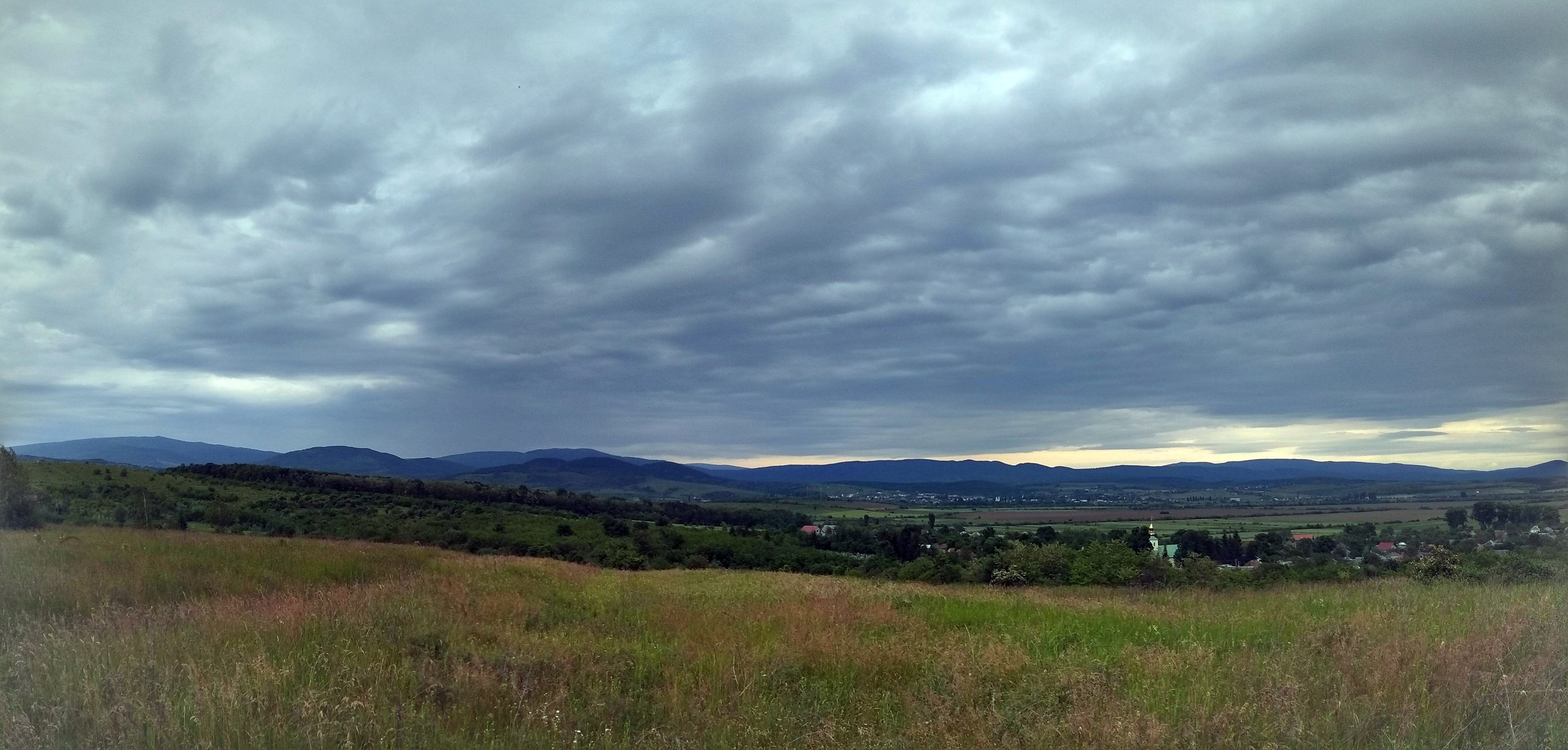
с. Вовкове, околиці села, 2020 р. (фото з архіву Фатула Романа Михайловича).
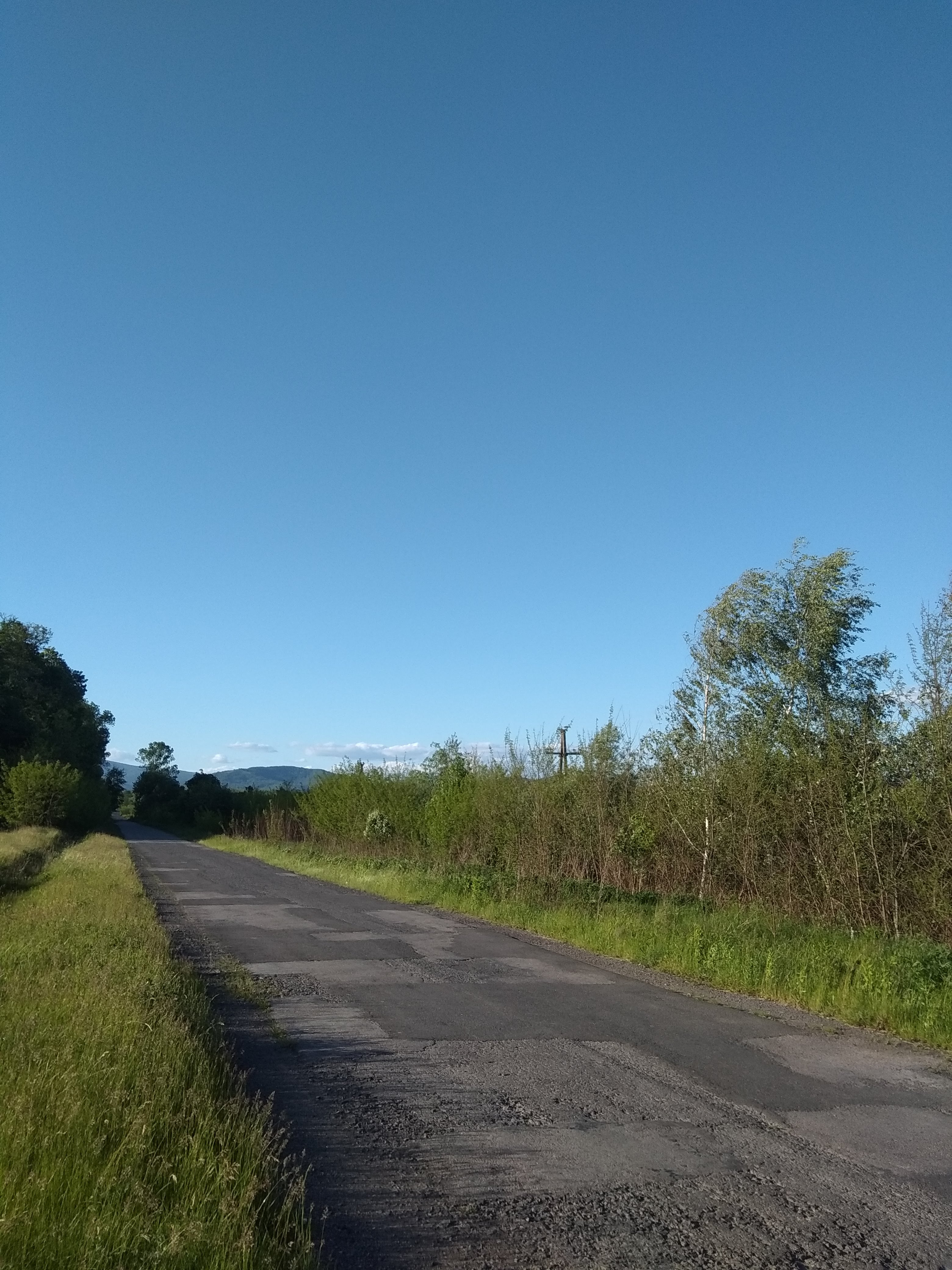
Дорога в село від міжнародної траси М06-E50
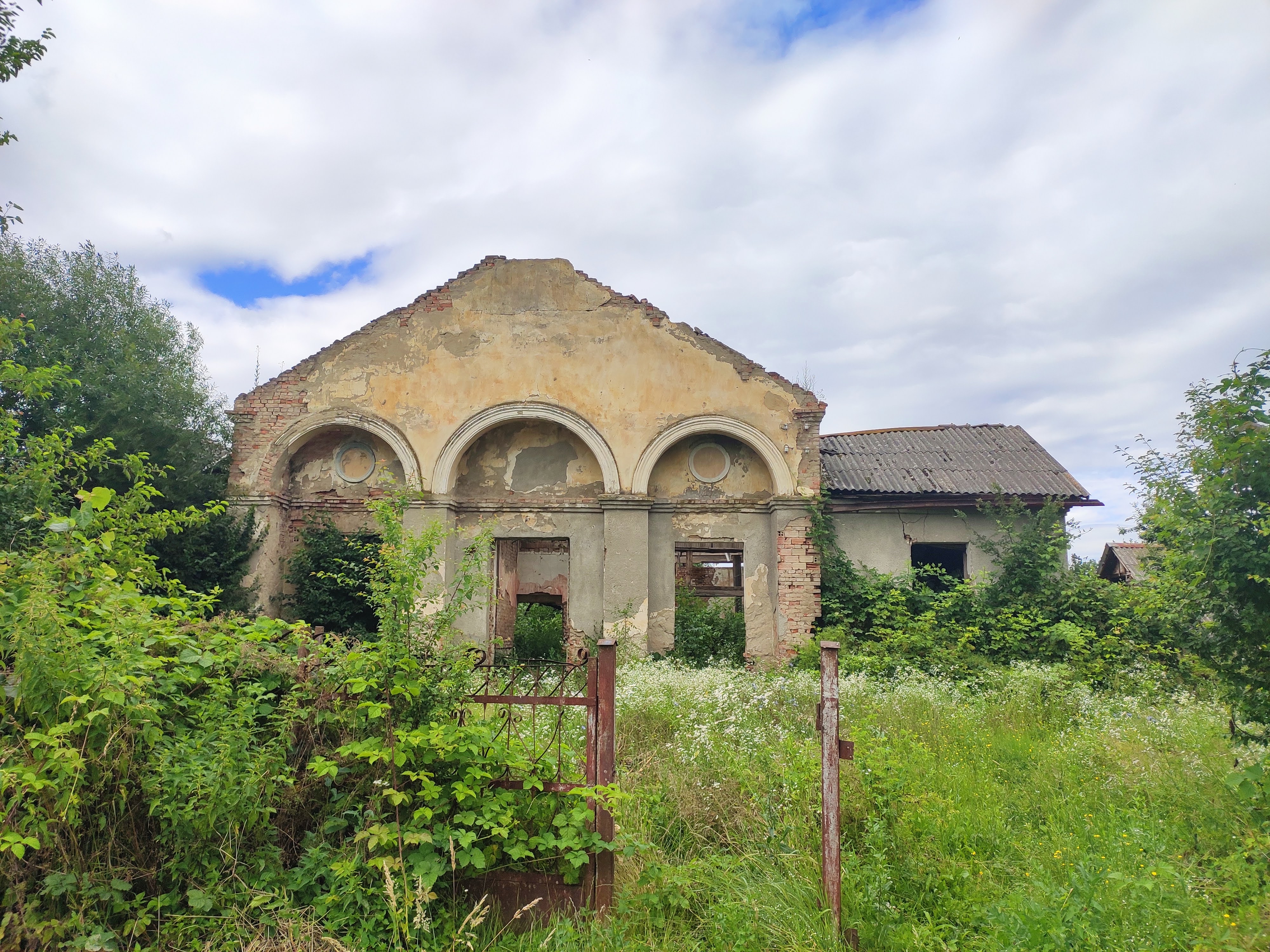
Руїни сільського клубу, збудованого у 1950-ті роки у радянські часи (фото: 2020 рік)/фото з архіву Фатула Романа Михайловича
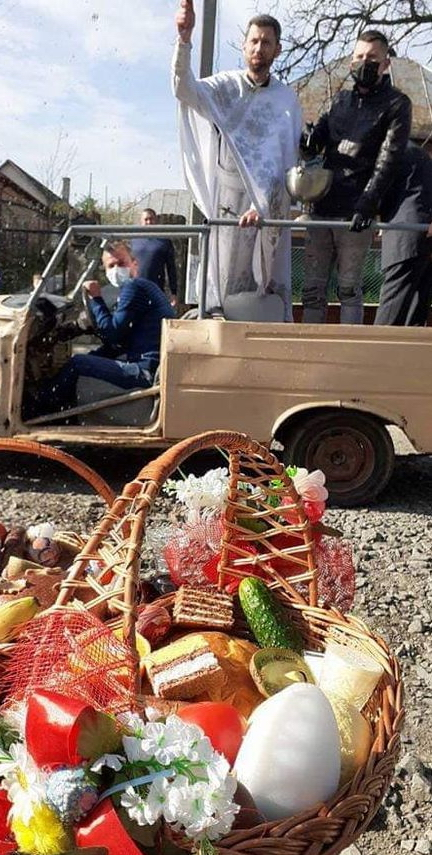
Великдень 2020 р. (Освячення пасок у селі (на вулиці) під час карантину Сovid )
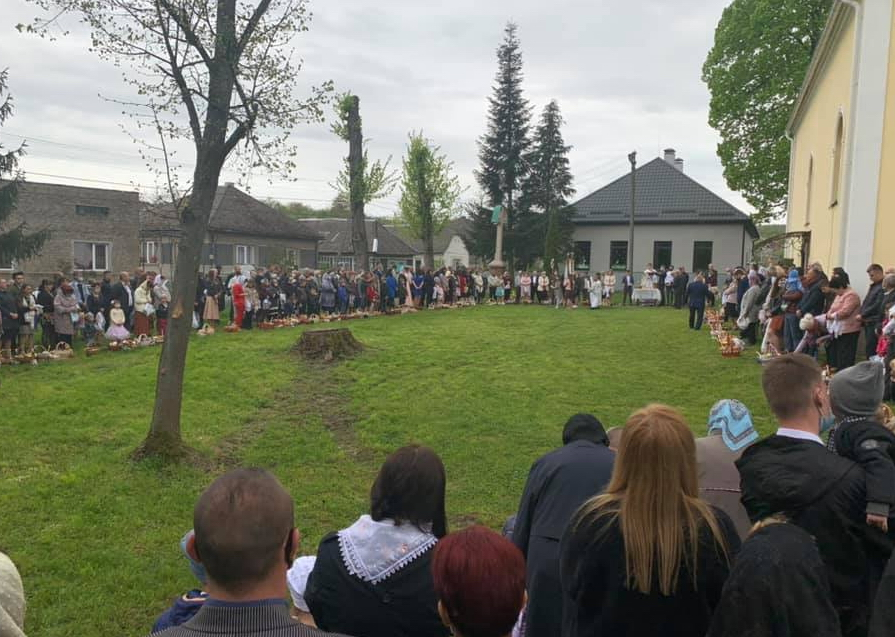
Освячення пасок на Великдень біля храму, 2021 рік
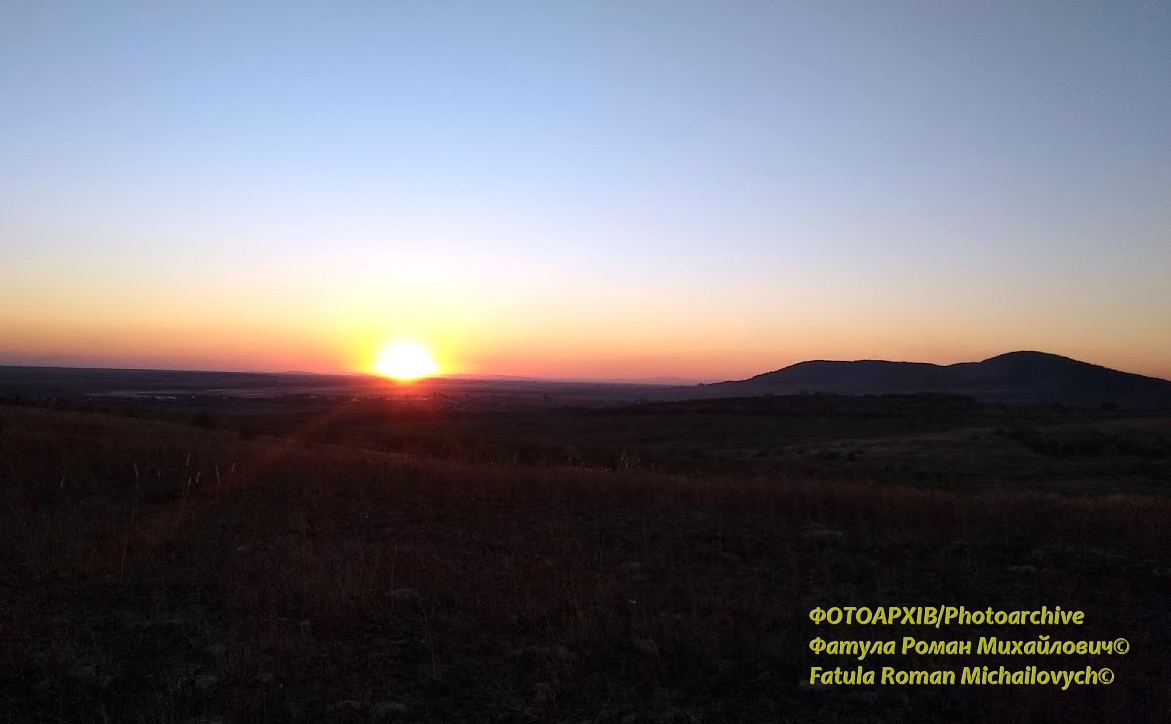
Вовкове, краєвид у бік с. Руські Комаровці, під час  заходу сонця.2020р.(фото з архіву Фатула Романа Михайловича)
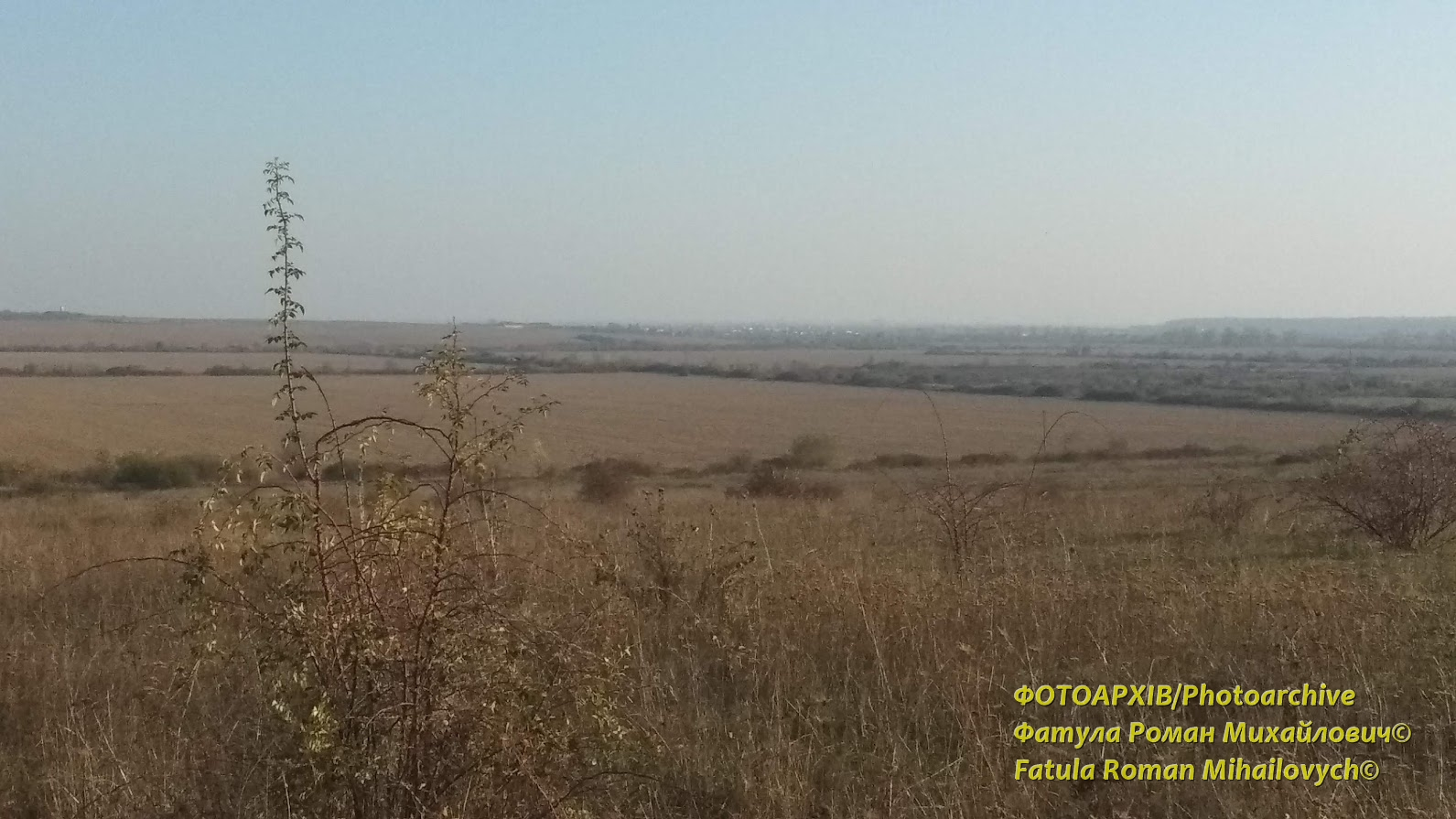
Вид у бік Мукачівського району, південної частини Ужгородського району. 2020р.(фото з архіву Фатула Романа Михайловича)
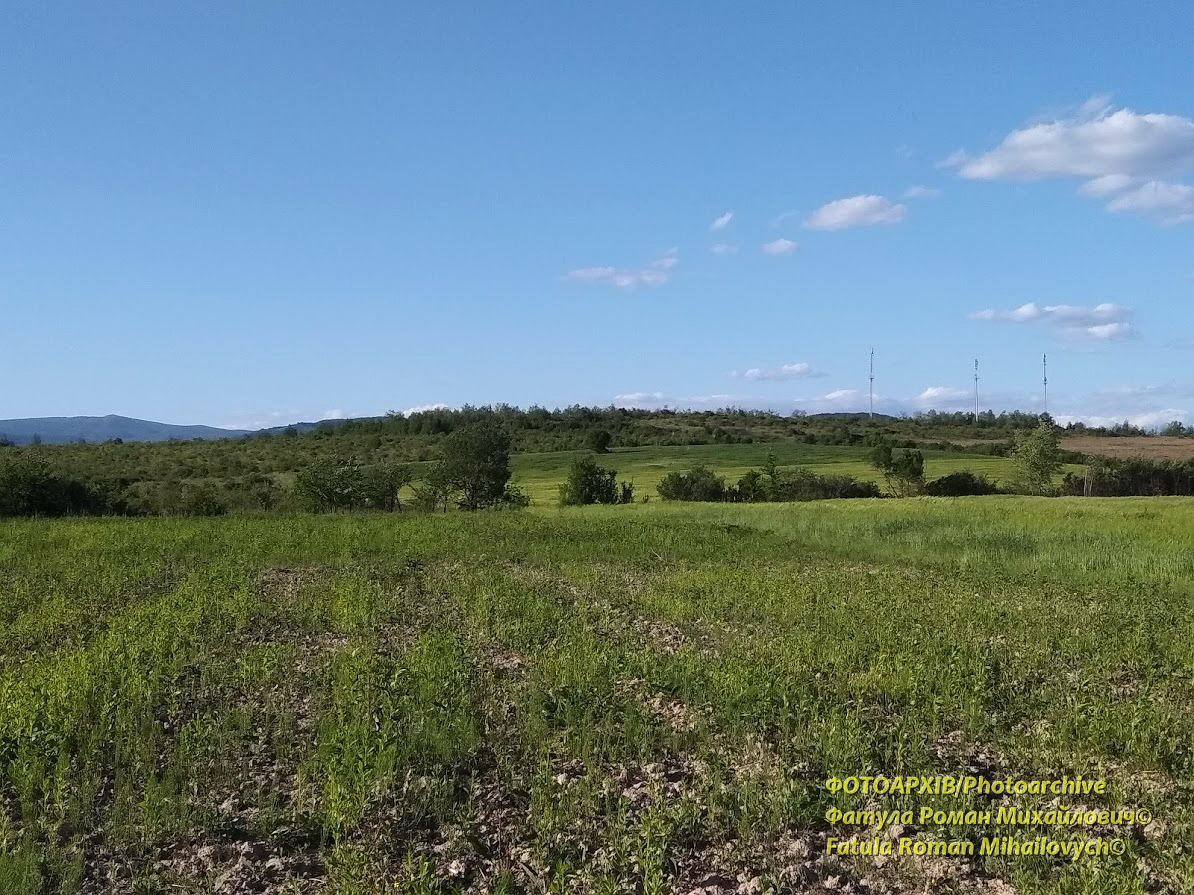
Вид на урочище Гурка (2020р.)  (фото за архіву Фатула Романа Михайловича)
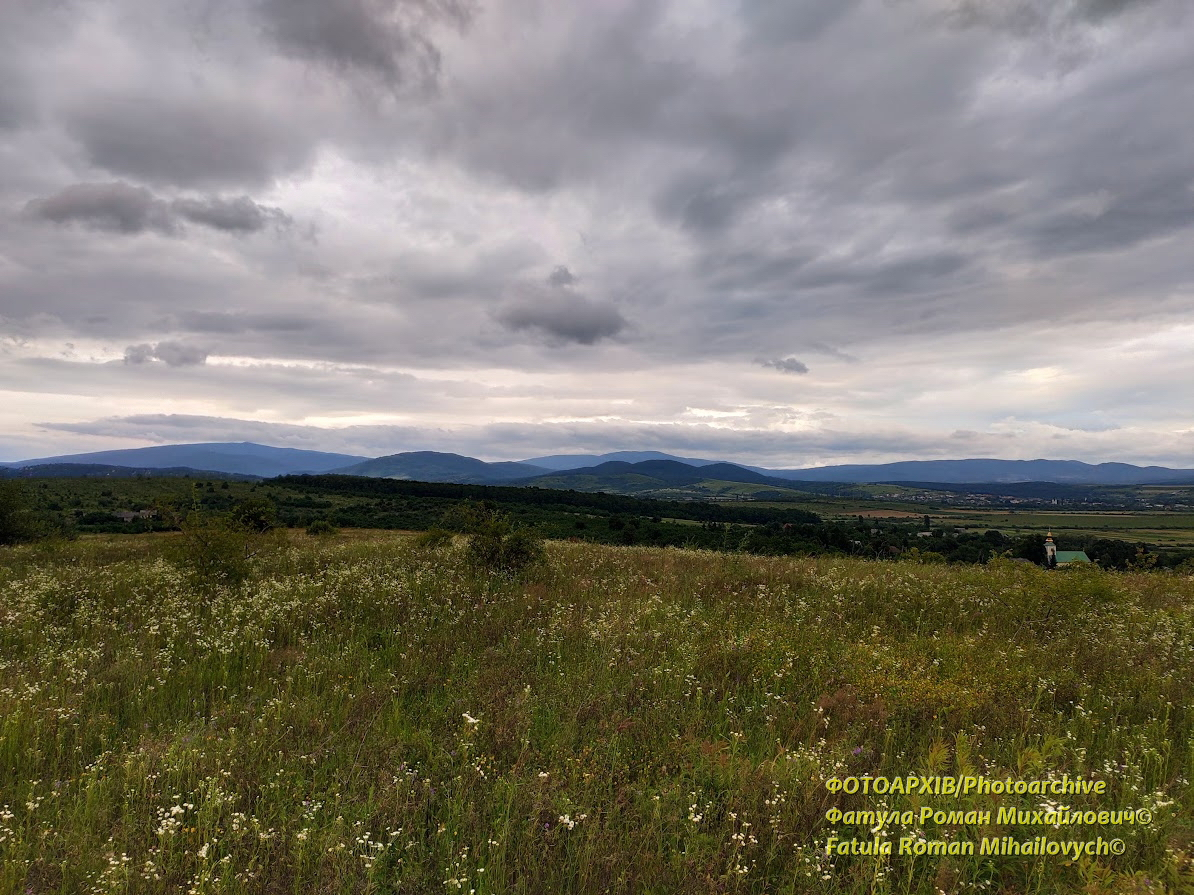
Краєвид в сторону Карпат. 2020р. (фото з архіву Фатула Романа Михайловича)
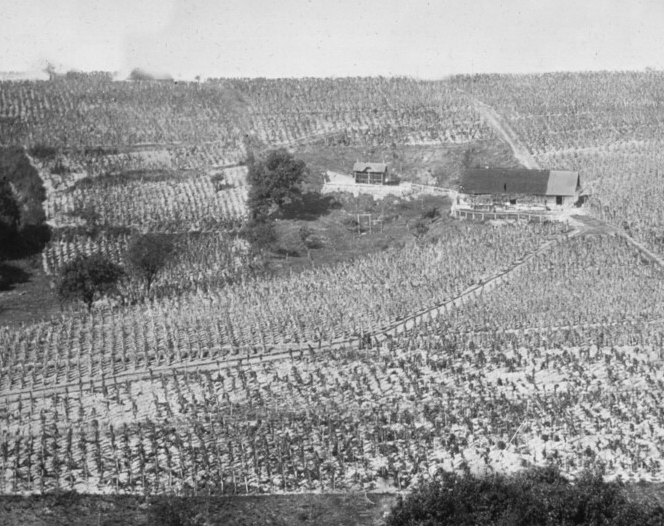
с. Вовкове, Совхозний виноградник, 1950-60-ті р. р.
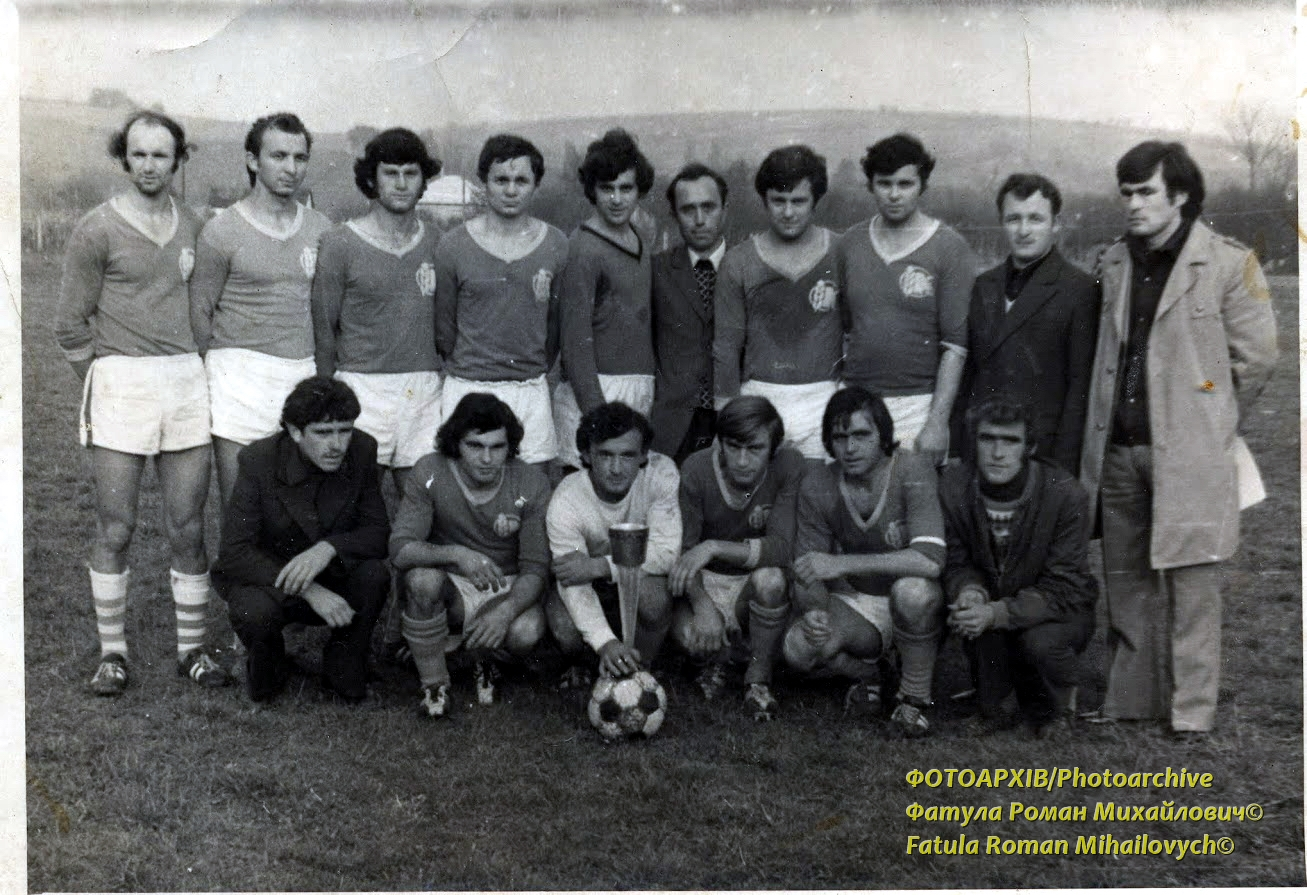
Футбольна команда "КОЛОС-Вовкове" у 1970-ті р.р. Пам'ятне фото після перемоги в турнірі за кубок Ужгородського району. (скан-фото з архіву Фатула Романа Михайловича).
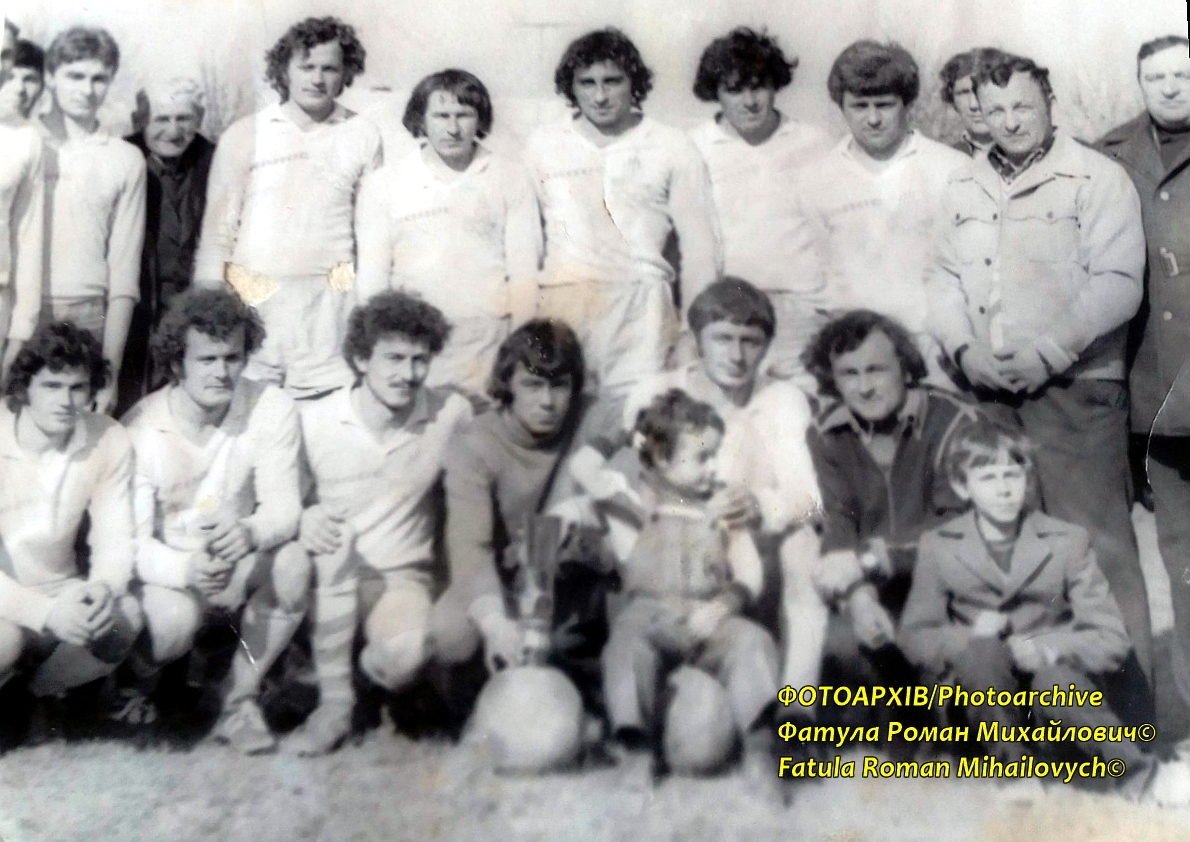
Футбольна команда "КОЛОС"-ВОВКОВЕ" (1980-ті р.р.) - володарі Кубка Ужгородського району з футболу. (скан-фото з архіву Фатула Романа Михайловича)
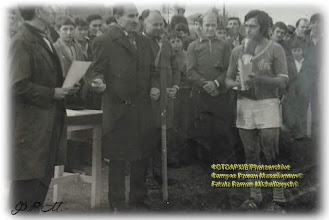
Футбольна команда "КОЛОС-Вовкове", 1970-ті р.р. Пам'ятне фото після перемоги у грі за Кубок Ужгородського району, церемонія вручення Кубку. (скан-фото з архіву Фатула Романа Михайловича)
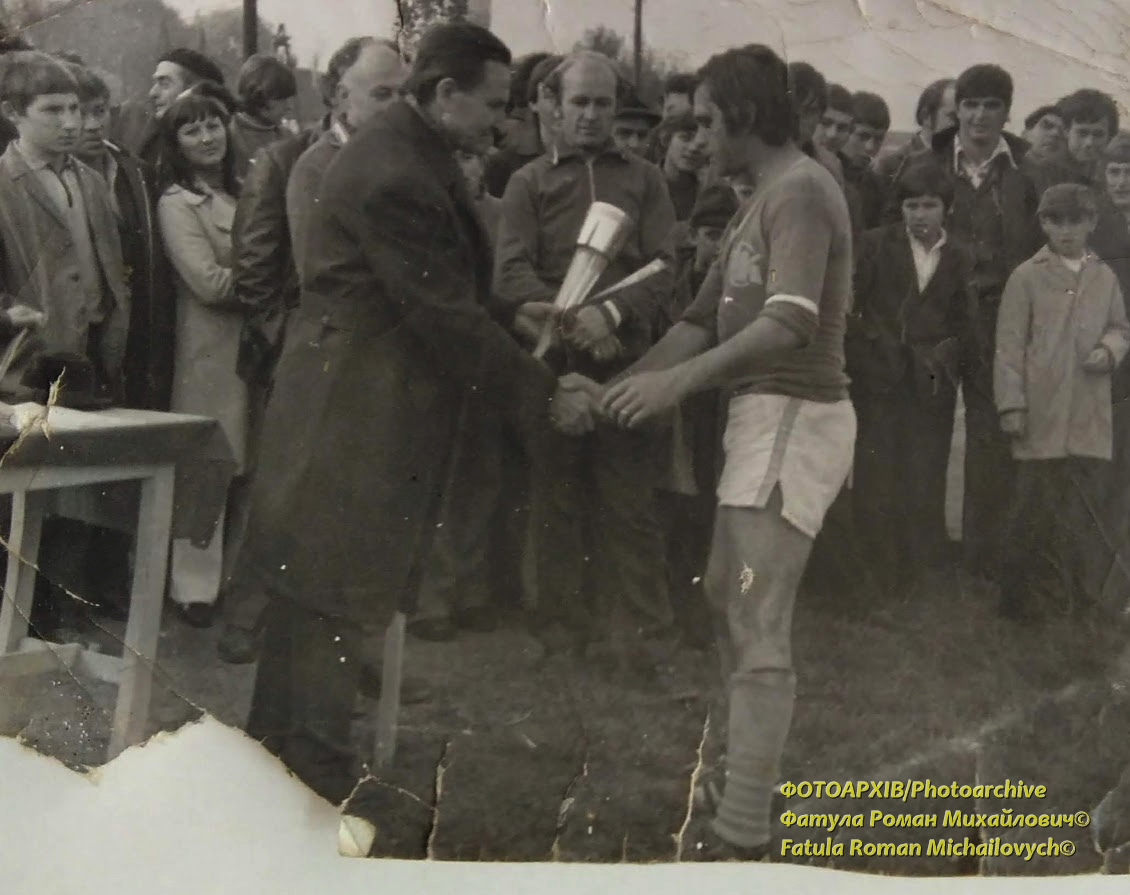
Футбольна команда "Колос-Вовкове"-переможець турніру, під час вручення кубку Ужгородського району з футболу 1970-ті р.р.(скан-фото з архіву Фатула Романа Михайловича)